# Chevrolet Camaro
El Chevrolet Camaro es un automóvil deportivo de dos puertas, con motor delantero montado longitudinalmente y de tracción trasera, producido por el fabricante estadounidense Chevrolet, división de General Motors (GM) de 1966 a 2023. Compartía su plataforma y la mayoría de sus componentes con el Pontiac Firebird.
Se clasifica como un pony car y en algunas versiones también como un muscle car. Surgió como la respuesta de GM al creador del segmento de los "pony cars": el Ford Mustang.

## Primera generación (1966-1969)

### 1967

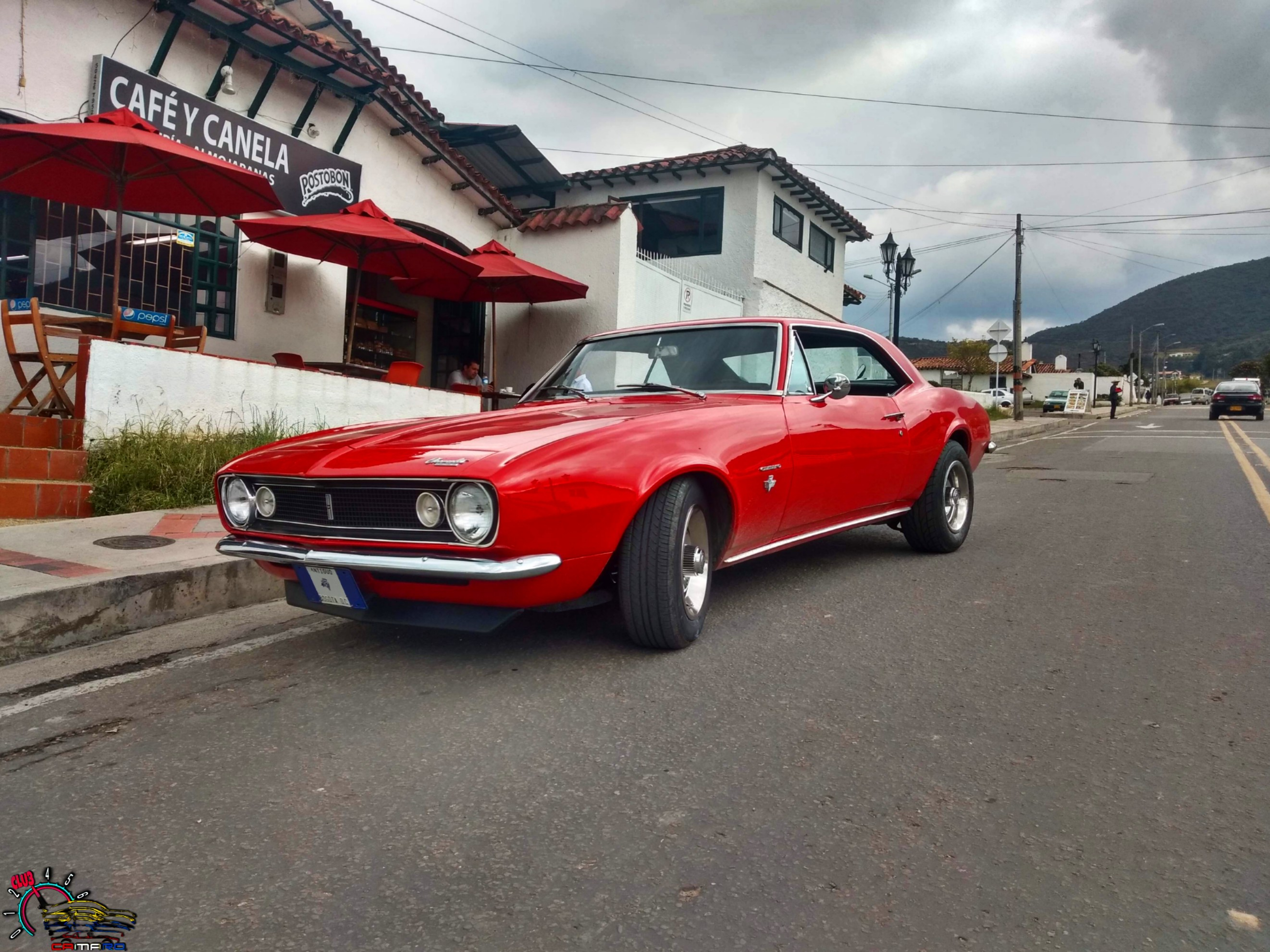
Modelo 1967 integrante del Club Camaro Colombia Oficial.

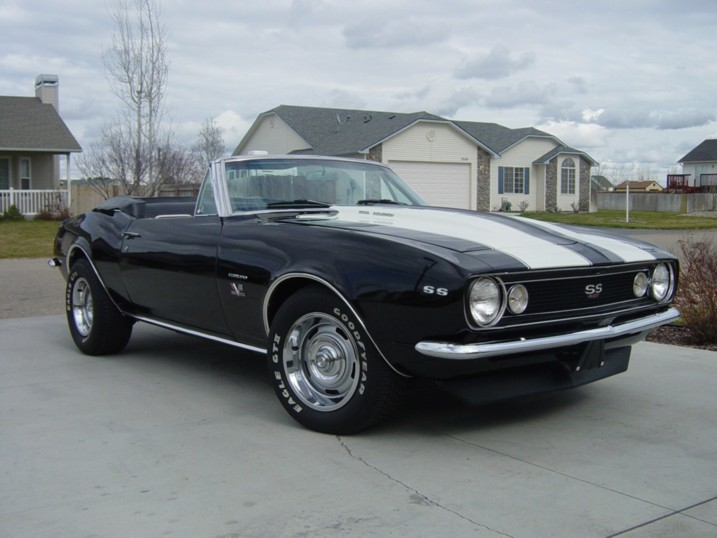
Versión SS 396 de 1967.

En plena era de los "pony cars", Chevrolet presentó este modelo en dos versiones: el Camaro Rally Sport (RS) y el Camaro Super Sport (SS). Este último contaba con un motor V8 de 350 pulgadas cúbicas (5,7 litros) y otro opcional de 396 pulgadas cúbicas (6,5 L), los cuales estaban hechos para la clase de cliente estadounidense apasionado por los Big block, con la idea de "comer en el verano e hibernar en el invierno", ya que se fabricaba tanto en versión cupé como en descapotable. Esta tradición jamás continuó a pesar de la gran decadencia a mediados de los años 1970 con la subida del precio de los combustibles, provocada por la crisis del petróleo de 1973. Este modelo se hizo famoso en las carreras de Trans-Am Series y en la National Hot Rod Association (NHRA).
Fue mostrado por primera vez en un preestreno para la prensa en Detroit el 12 de septiembre de 1966 y, más tarde, también en Los Ángeles. Estuvo oficialmente a la venta en los concesionarios a partir del 29 de septiembre de 1966. Fue presentado como el modelo del año en 1967, compartiendo el diseño del bastidor delantero / semimonocasco con el Chevy Nova de 1968. Estaban disponibles casi 85 opciones de fábrica y 40 opciones de concesionario, incluyendo tres paquetes principales.
El RS Rally Sport era un paquete de apariencia más deportiva que incluía faros escamoteables, luces traseras modificadas, emblemas RS y molduras laterales bajas cromadas, el cual estaba disponible en todos los modelos.
El paquete SS incluyó un motor V8 de 350 plg³ (5,7 litros) L48 con un carburador de cuatro bocas Quadrajet de 750 pies cúbicos por minuto (21,2 m³/min) y una relación de compresión de 10.25:1. Otros eran los de 396 plg³ (6,5 litros) L35 con 325 HP (330 CV; 242 kW) y el opcional L78 con un carburador de cuatro bocas Holley 4150 de 800 cuft/min (22,7 m³/min) y una relación de compresión de 11.0:1 que producía 375 HP (380 CV; 280 kW), del bloque grande similar al Corvette, pero con menor cilindrada también estaban disponibles. El SS ofrecía tomas de aire en el cofre no funcionales, franjas laterales especiales e insignias SS en la parrilla, guardabarros delanteros, tapa de la gasolina y botón de la bocina. Era posible pedir tanto el SS y RS para recibir un Camaro RS/SS. En 1967, un Camaro RS/SS descapotable con un motor de 396 plg³ (6,5 litros) usado como auto de seguridad de la carrera de las 500 millas de Indianápolis.
El Z/28 fue presentado en diciembre de 1966 para el año modelo 1967. Este paquete opcional no fue mencionado en ninguna literatura de ventas, por lo que era desconocido para la mayoría de los compradores. Esta opción requirió frenos de disco delanteros y una transmisión manual Muncie M21 o M22 de 4 velocidades y ofrecía un V8 de 302 plg³ (4,9 L) de bloque pequeño, cigüeñal de 3 pulgadas (7,6 cm) con 4 pulgadas (10,2 cm) de diámetro, un múltiple de admisión de aluminio y un carburador de cuatro bocas Holley de 780 pies cúbicos por minuto (22,1 m³/min) con secundarias por vacío. Este motor estaba diseñado específicamente para correr en las series Trans-Am, las cuales requerían de motores por debajo de 305 plg³ (5 litros) y que estuviera disponible para el público en general. La potencia anunciada era de 290 HP (294 CV; 216 kW) la cual era una cifra subestimada, por lo que Chevrolet quería mantener la relación en menos de 1 HP por pulgada cúbica por varias razones. La cifra de fábrica de 290 HP (294 CV; 216 kW) ocurría a las 5300 rpm, mientras que el máximo real para el V8 de 305 plg³ (5 L) de altas revoluciones, era de cercano a los 360 HP (365 CV; 268 kW) con un carburador de cuatro bocas; y de 400 HP (406 CV; 298 kW) con una opción de dobles carburadores de cuatro bocas a las 6800-7000 rpm. También estaba disponible con una suspensión mejorada y actualizada, franjas deportivas de carrera en el cofre, así como emblemas "Z/28" en las defensas en los modelos 1968 y 1969. Solamente 602 unidades Z/28 fueron vendidas en 1967.

### 1968

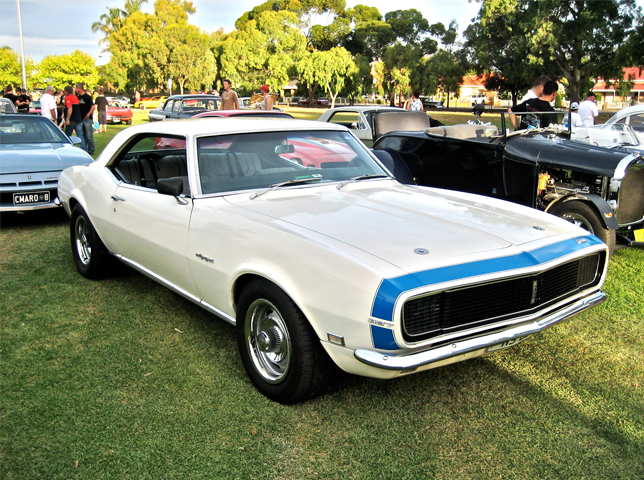
Versión RS 327 de 1968.

Hasta 1968 no tenían tomas de aire en el cofre, sino hasta el modelo 1969. Unos rines tipo rally de 15 pulgadas (38,1 cm) fueron incluidos para el Z/28, mientras que para todos los demás modelos '67-'69 eran de 14 pulgadas (35,6 cm).
El motor de seis cilindros en línea Turbo-Thrift de 230 plg³ (3,8 litros) era suave, con un rendimiento sin esfuerzo junto con un apetito decididamente modesto por el combustible de grado regular. Tenía un carburador de una sola boca, elevadores de válvulas hidráulicos y un sistema de escape sencillo, además de un cigüeñal de siete cojinetes principales.
El V8 Turbo-Fire de 327 plg³ (5,4 litros) era económico, con un carburador de dos bocas que ofrecía la potencia suficiente para todo tipo de necesidades. Tenía una relación de compresión de 8.75:1, un (OHV) árbol de levas central en el bloque con dos válvulas por cilindro a la cabeza (16 en total) y una batería de 61 amperios-hora.
Las opciones de motores con un costo extra incluían: un seis en línea Turbo-Thrift de 250 plg³ (4,1 litros), más grande que la versión base y con un cigüeñal de siete cojinetes principales completamente contrabalanceados; el V8 Turbo-Fire de 327 plg³ (5,4 litros) ofrecía 275 HP (279 CV; 205 kW), ideal para requerimientos de más altas prestaciones, el cual tenía un carburador de cuatro bocas y una relación de compresión de 10.0:1; el V8 Turbo-Fire de 350 plg³ (5,7 litros) con 295 HP (299 CV; 220 kW) en la versión SS, con una relación de compresión de 10.25:1, un carburador de cuatro bocas, escapes dobles y resonadores; y el V8 Turbo-Jet de 396 plg³ (6,5 litros) con 325 HP (330 CV; 242 kW), cuya característica única era la de cabezales tipo "puercoespín" que mejoraban la respiración y la combustión del motor, equipado con un carburador de cuatro bocas, una relación de compresión de 10.25:1, escapes dobles y resonadores.

### 1969

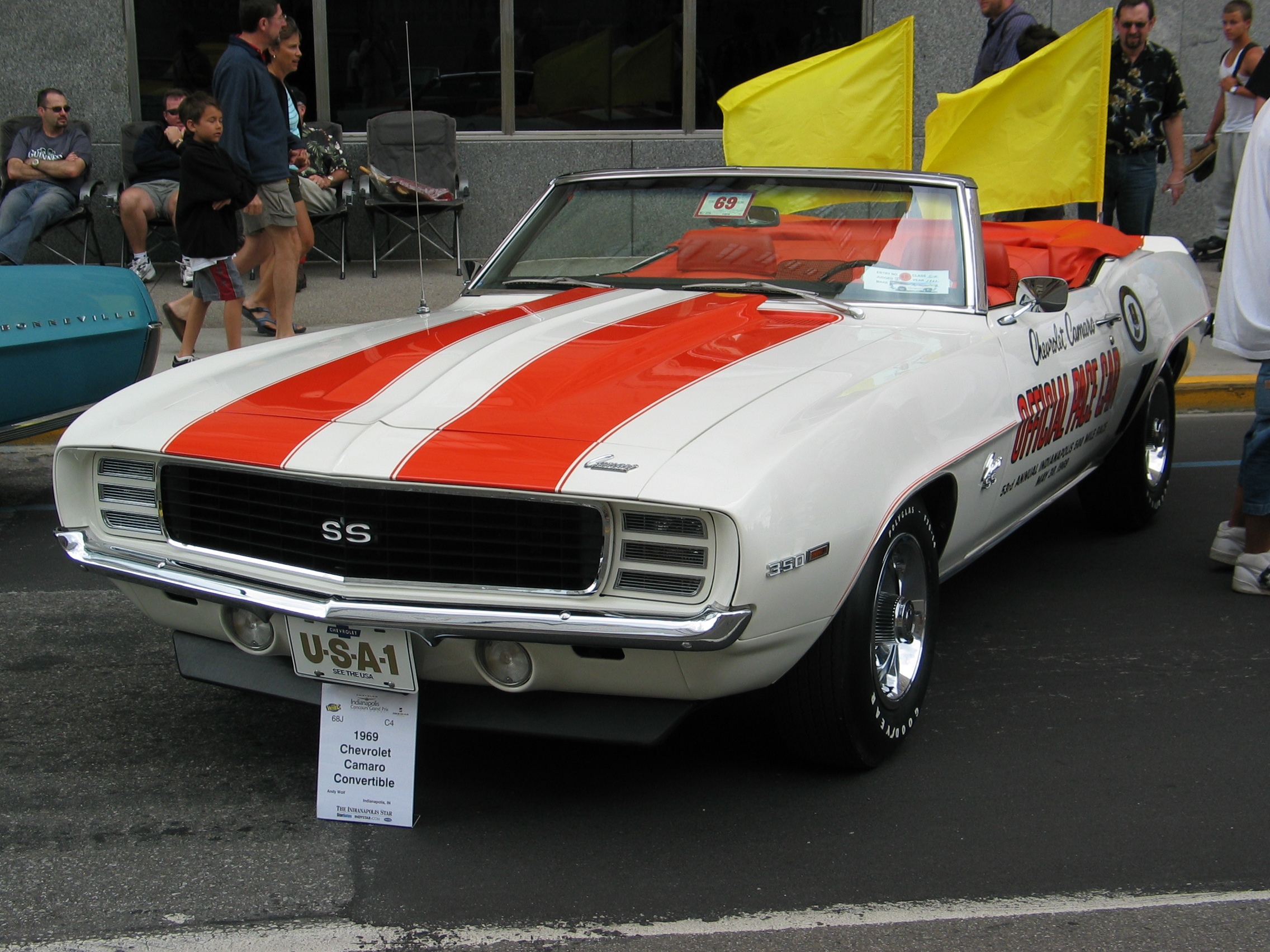
Camaro descapotable RS/SS de 1969 como Pace Car de las 500 millas de Indianápolis.

En 1969, se presentó con una nueva plataforma "F-Body" de tracción trasera, que estaba disponible como un coupé de dos puertas o descapotable con asientos 2+2, con la opción base de seis en línea de 230 plg³ (3,8 litros) con 140 HP (142 CV; 104 kW), estaba acoplado a una transmisión manual Saginaw de tres velocidades, así como otra de cuatro velocidades que también estaba disponible. Una opción popular en 1967 era la de una transmisión automática "Powerglide" de dos velocidades y hasta 1968, otra "Turbo Hydra-Matic 350" de tres velocidades que reemplazó a esta última comenzando en 1969. Una más grande "Turbo 400" de tres velocidades era una opción en los coches con el motor L35 SS396.
Había otra opción de seis en línea de 250 plg³ (4,1 L), así como los V8 de 302 plg³ (4,9 L), 307 plg³ (5 L), 327 plg³ (5,4 L), 350 plg³ (5,7 L), 396 plg³ (6,5 L) y de hasta 427 plg³ (7 L).
Mientras que para el modelo 1969 el cofre, el techo y la tapa de la cubierta no cambiaron, las líneas de la carrocería fueron significativamente modificadas en el frente, los guardabarros, los cuartos y la cubierta trasera, dándole una apariencia más simplificada. Una línea de la carrocería moldeada se extendía desde la parte trasera de cada abertura de rueda, lo que se suma al efecto. Otros cambios incluían:
- Los biseles de las luces traseras se cambiaron a un estilo de triple lente.
- Se aumentó el ángulo de la rejilla estándar para hacerla más puntiaguda y se aumentó el tamaño de las aberturas de la rejilla. La parrilla del Rally Sport fue rediseñada.
- Se incluyó una impresión de "persiana" lateral en los cuartos traseros en la chapa metálica en la parte delantera de las ruedas traseras, la cual se superpuso con molduras de cromo como parte de la opción de molduras de estilo Z21 / Z22.
- El panel de instrumentos fue rediseñado con medidores cuadrados frente a los medidores redondos en 67/68.
- El patrón de imitación de madera en el interior se cambió de nogal en el modelo '68 a palo de rosa en el '69.
- El interruptor de encendido se movió del tablero a la columna de dirección.
- Los reposacabezas se convirtieron en una característica estándar.[12]

#### COPO Yenko 427

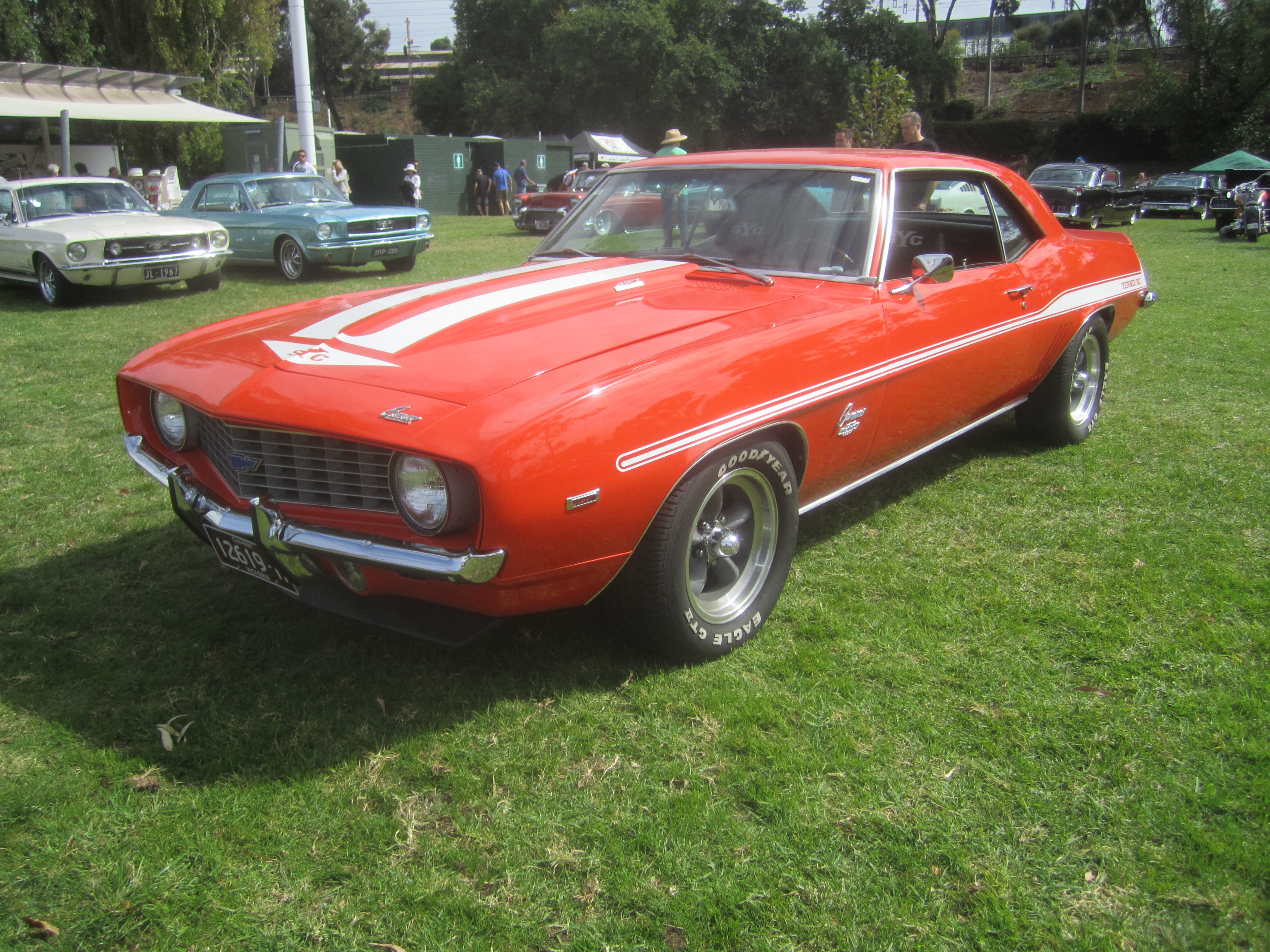
Yenko 427 de 1969.

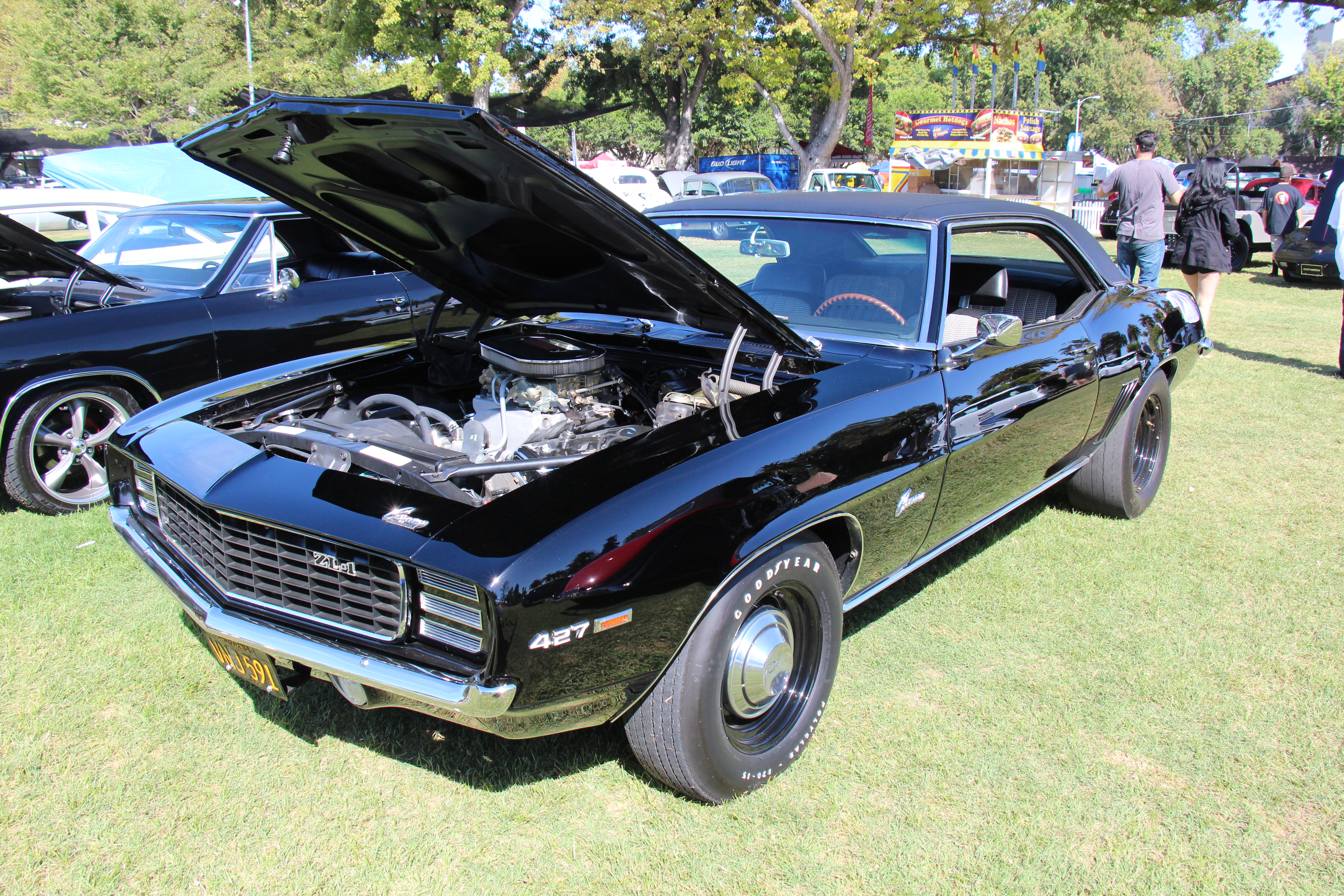
COPO 9560 ZL1 en negro Tuxedo.

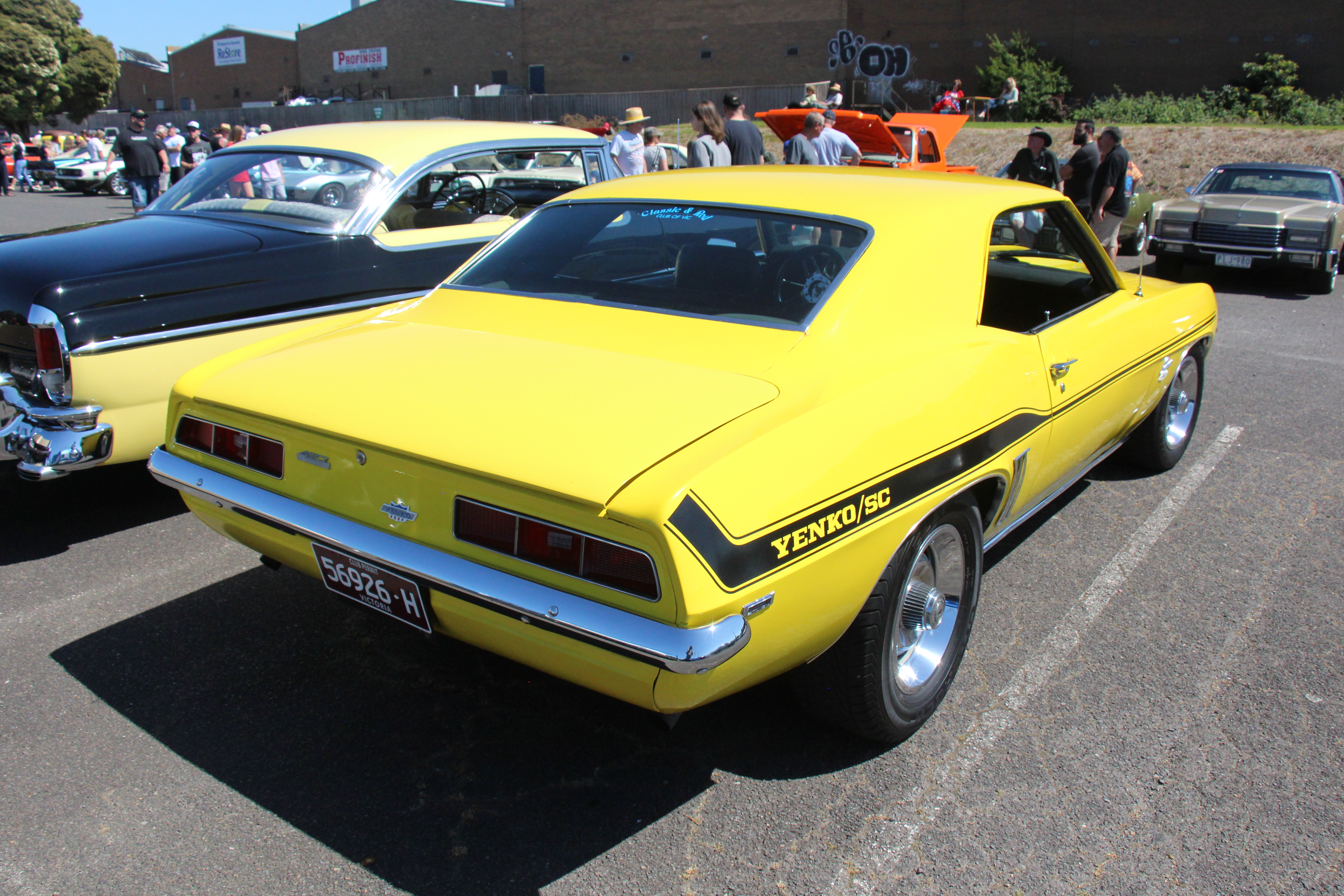
Vista trasera de un COPO 9561 en amarillo Daytona.

El primer Camaro ZL1 1969 fue creado a través el sistema de pedidos COPO de Chevrolet (Central Office Pucharse Order), mismo que había sido creado para recibir pedidos especiales de vehículos, ya fueran deportivos o flotillas especiales, como las patrullas, que no podían fabricarse bajo los estándares del sistema de pedidos regulares. El concesionario Gibb usó el sistema para solicitar un Camaro equipado con el motor V8 ZL1, que estaba destinado para las carreras y que no se había usado jamás en un vehículo de producción, ya que además de contar con una potencia cercana a los 500 HP (507 CV; 373 kW), era excesivamente caro. Las intenciones eran las de competir en las carreras de arrancones en el campeonato de la NHRA, por lo que la firma accedió al pedido, siempre y cuando se compraran al menos 50 unidades. Posteriormente, Gibb intentó vender las 49 unidades restantes en su concesionaria, pero solamente logró vender cerca de 13, por lo que debieron regresar las demás restantes a la fábrica para que fueran desmontadas y equipadas con el motor V8 de 427 plg³ (7 L) convencional como los demás Camaro de ese año. El mayor problema era su precio, pues el motor de carreras tenía un precio de US$ 4150 en aquel entonces, por lo que eran muy pocos quienes estaban dispuestos a pagar ese precio. El Camaro SS regular de 1969 costaba US$ 2600, mientras que el ZL1 para ser rentable, debía venderse por US$ 7000.
El Camaro COPO fue un coche modificado por la tienda de funcionamiento de Don Yenko. COPO son las siglas en inglés para "Orden de Producción de la Oficina Central", un proceso utilizado para burlar los límites corporativos de rendimiento. La producción de motores Chevrolet se limitaron a 400 plg³ (6,6 L) y 396 HP (401 CV; 295 kW). Usando el proceso COPO, los vehículos ordenados con opciones fuera del mercado no podían fabricarse en la línea de producción. Para obtener más rendimiento en el Camaro SS 350, Yenko intercambió el motor de producción L-72 427 del Corvette, que se le llamó Camaro SS 396 L-78. Además de intercambiar el bloque del motor y las cabezas de cilindro, también se cambió colector de admisión y el carburador Holley 4150 de 780 cuft/min (22,1 m³/min) para soportar la potencia adicional que generaría el motor, dando como resultado un máximo de 425 HP (431 CV; 317 kW). En 1968, Yenko estaba teniendo problemas para mantenerse al día con la demanda del Camaro modificado y pidió que salieran de fábrica con el motor L-72 427. Mediante el proceso de COPO, Yenko adquirió 68 unidades 427 de fábrica. Las modificaciones Yenko para estos incluían los cabezales, el colector de admisión, el carburador, las ruedas, los neumáticos y los frenos. En 1969, se produjeron dos versiones: El COPO 9561 apareció con la opción habitual L-72 427 hecho de hierro fundido, mientras que el COPO 9560 salió con una versión de motor de aluminio llamada ZL-1, así que era mucho más ligero. Estos últimos producían de 430 HP (436 CV; 321 kW) con un carburador de cuatro bocas Holley 4150 aumentado hasta 850 cuft/min (24,1 m³/min) con mecánicas secundarias, pero algunas pruebas mostraron que alcanzaban cerca de 550 HP (558 CV; 410 kW).

### Producción y ventas
- 1967: 220,906
- 1968: 235,147
- 1969: 243,085

Total: 699,138

### Motorizaciones
| Motor      | Código de motor   | Cilindrada       | Diámetro x carrera                | Carburador           | Relación de compresión | Potencia máxima                    | Par máximo                      |
| ---------- | ----------------- | ---------------- | --------------------------------- | -------------------- | ---------------------- | ---------------------------------- | ------------------------------- |
| 6 en línea | Turbo-Thrift L26  | 230 plg³ (3,8 L) | 3,875 x 3,25 plg (98,4 x 82,6 mm) | Rochester de 1 boca  | 8,5:1                  | 140 HP (142 CV; 104 kW) @ 4400 rpm | 220 lb·pie (298 N·m) @ 1600 rpm |
| 6 en línea | Turbo-Thrift L22  | 250 plg³ (4,1 L) | 3,875 x 3,53 plg (98,4 x 89,7 mm) | Rochester de 1 boca  | 8,5:1                  | 155 HP (157 CV; 116 kW) @ 4200 rpm | 235 lb·pie (319 N·m) @ 1600 rpm |
| V8         | Z28               | 302 plg³ (4,9 L) | 4 x 3 plg (101,6 x 76,2 mm)       | Holley de 4 bocas    | 11,0:1                 | 290 HP (294 CV; 216 kW) @ 5300 rpm | 290 lb·pie (393 N·m) @ 4200 rpm |
| V8         | Turbo-Fire L14    | 307 plg³ (5 L)   | 3,875 x 3,25 plg (98,4 x 82,6 mm) | Rochester de 2 bocas | 9,0:1                  | 200 HP (203 CV; 149 kW) @ 4600 rpm | 300 lb·pie (407 N·m) @ 2400 rpm |
| V8         | Turbo-Fire L30    | 327 plg³ (5,4 L) | 4 x 3,25 plg (101,6 x 82,6 mm)    | Quadrajet de 4 bocas | 10,0:1                 | 275 HP (279 CV; 205 kW) @ 4800 rpm | 355 lb·pie (481 N·m) @ 3200 rpm |
| V8         | Turbo-Fire L48 SS | 350 plg³ (5,7 L) | 4 x 3,48 plg (101,6 x 88,4 mm)    | Quadrajet de 4 bocas | 10,25:1                | 295 HP (299 CV; 220 kW) @ 4800 rpm | 380 lb·pie (515 N·m) @ 3200 rpm |
| V8         | Turbo-Jet L78 SS  | 396 plg³ (6,5 L) | 4,094 x 3,76 plg (104 x 95,5 mm)  | Holley de 4 bocas    | 11,0:1                 | 375 HP (380 CV; 280 kW) @ 5600 rpm | 415 lb·pie (563 N·m) @ 3600 rpm |
| V8         | COPO 9561 L72     | 427 plg³ (7 L)   | 4,25 x 3,76 plg (108 x 95,5 mm)   | Holley de 4 bocas    | 11,0:1                 | 425 HP (431 CV; 317 kW) @ 5600 rpm | 460 lb·pie (624 N·m) @ 4000 rpm |
| V8         | COPO 9560 ZL1     | 427 plg³ (7 L)   | 4,25 x 3,76 plg (108 x 95,5 mm)   | Holley de 4 bocas    | 11,0:1                 | 430 HP (436 CV; 321 kW) @ 5200 rpm | 450 lb·pie (610 N·m) @ 4400 rpm |

## Segunda generación (1970-1981)

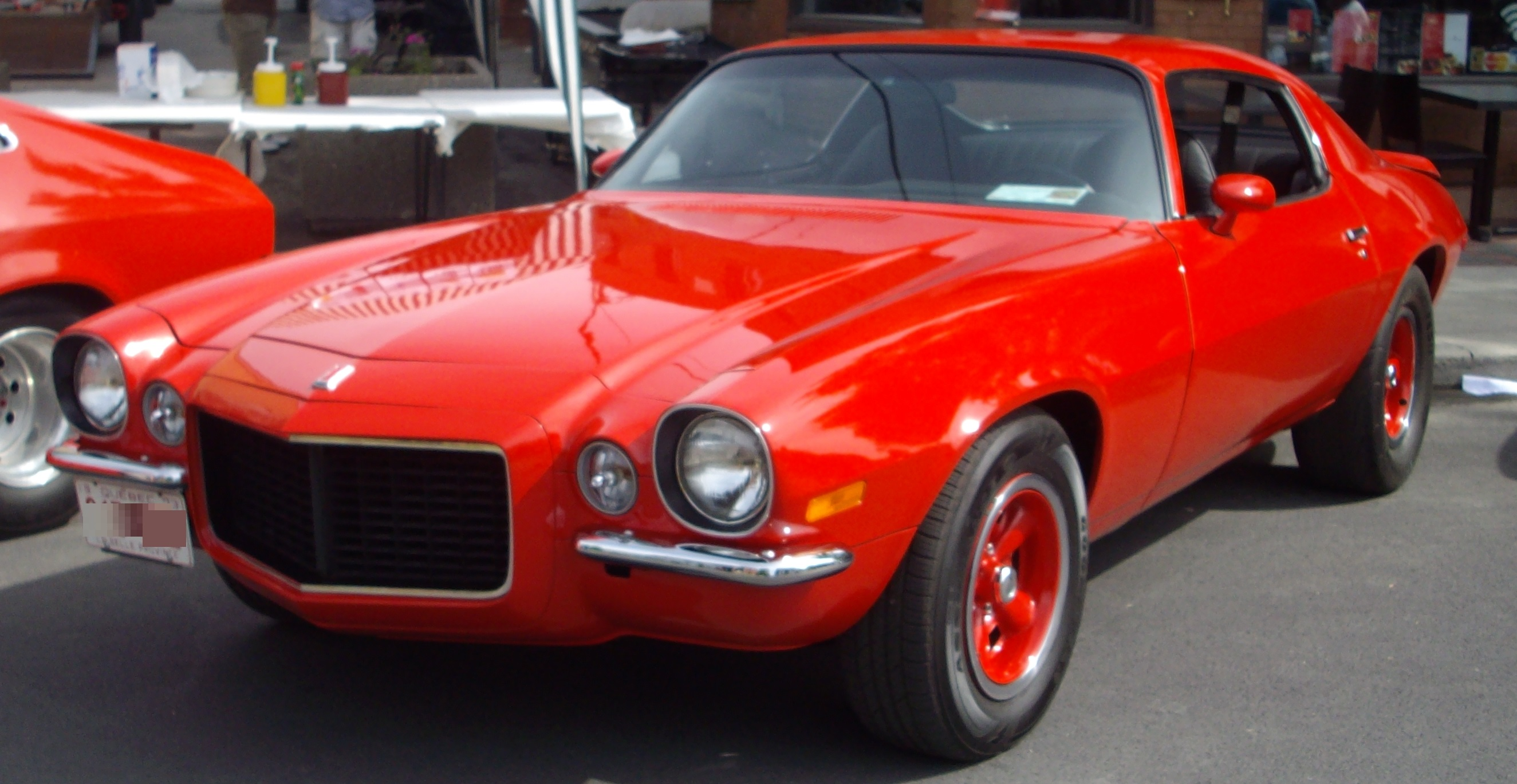
Z/28 «Bad Boy» de 1973 con ruedas opcionales de fábrica circulando por el paseo marítimo en 2012.

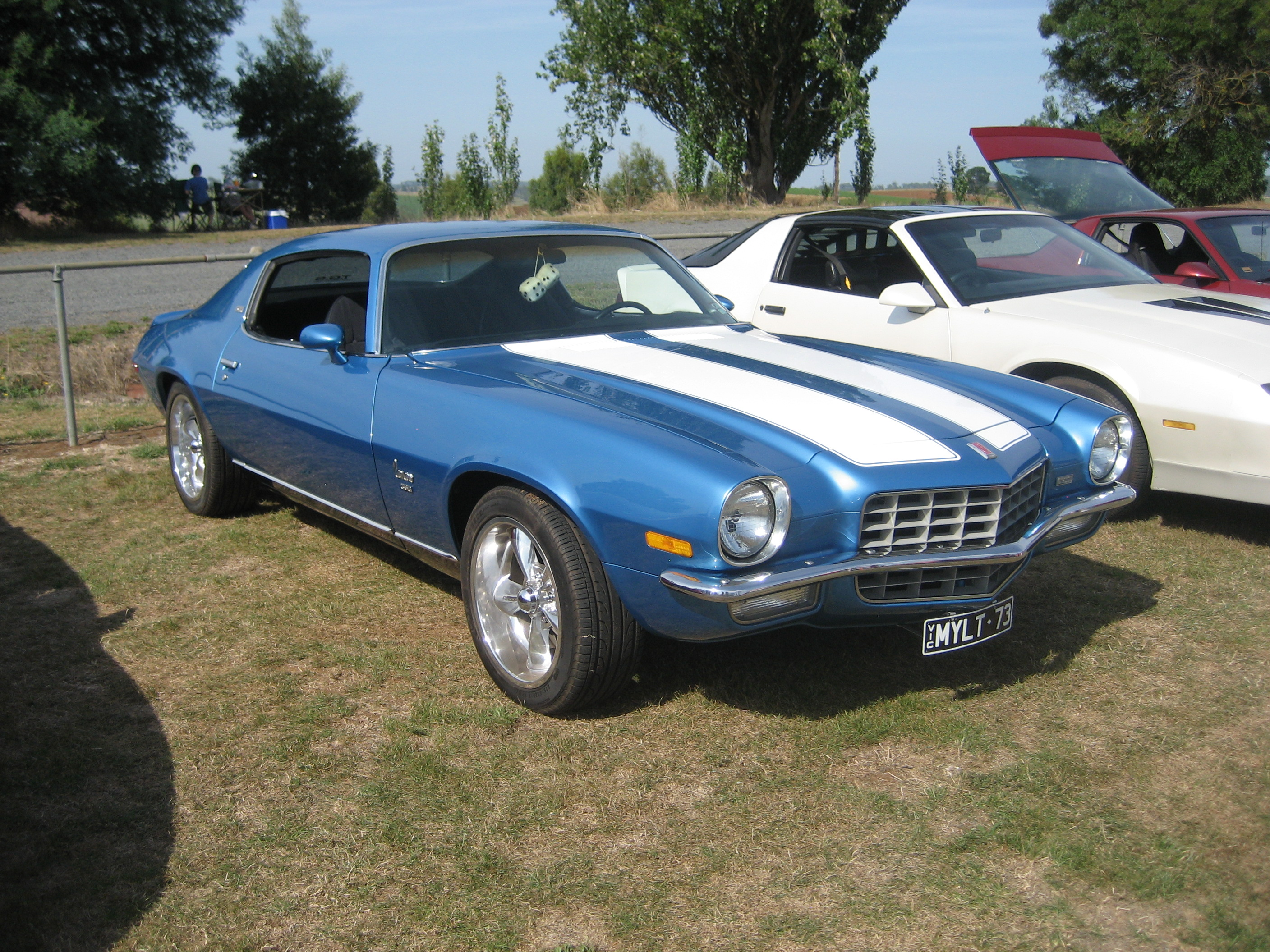
Modelo 1973 con motor LT350.

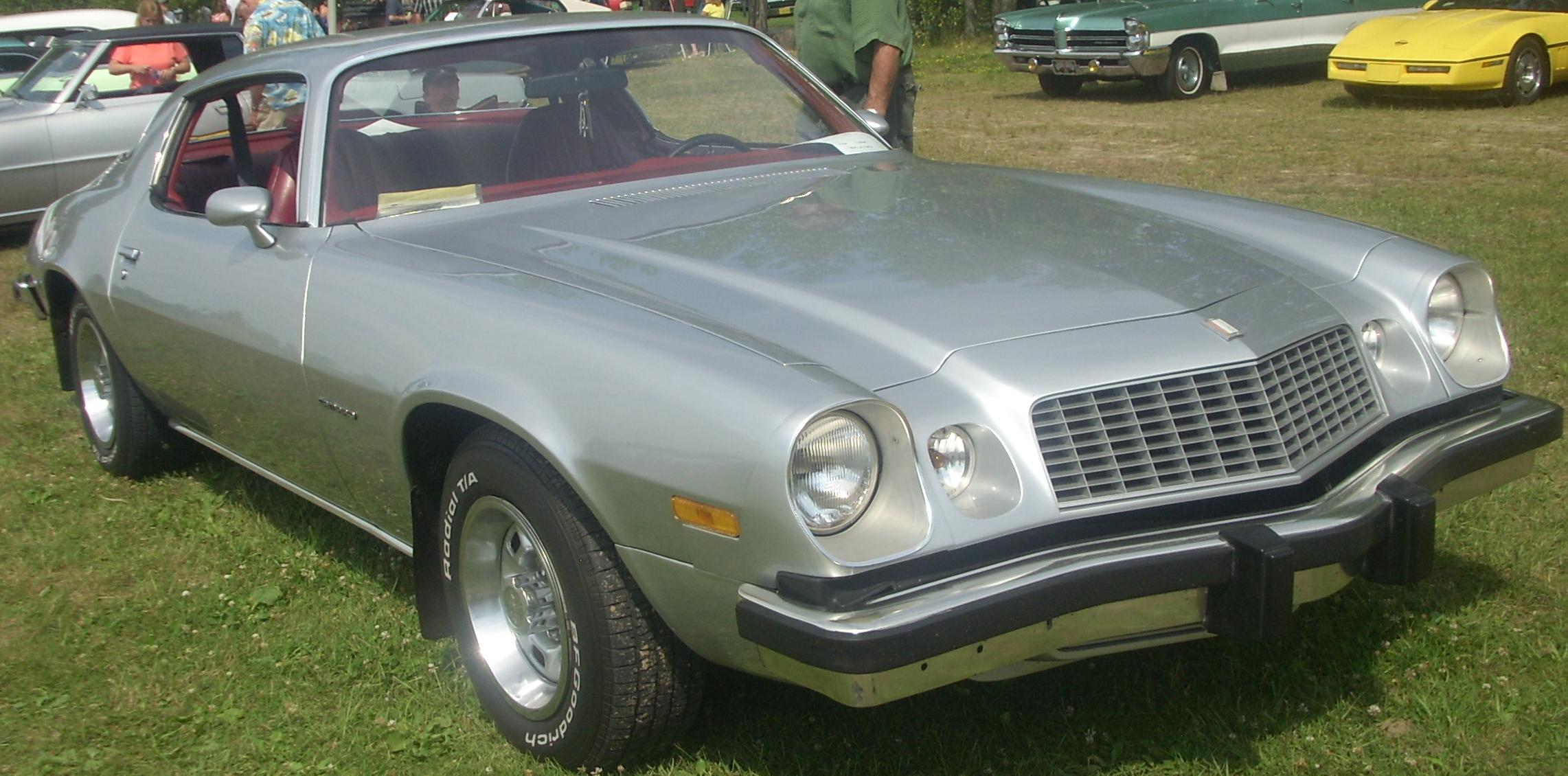
Modelo 1976 en Auto Classique Laval en 2010.

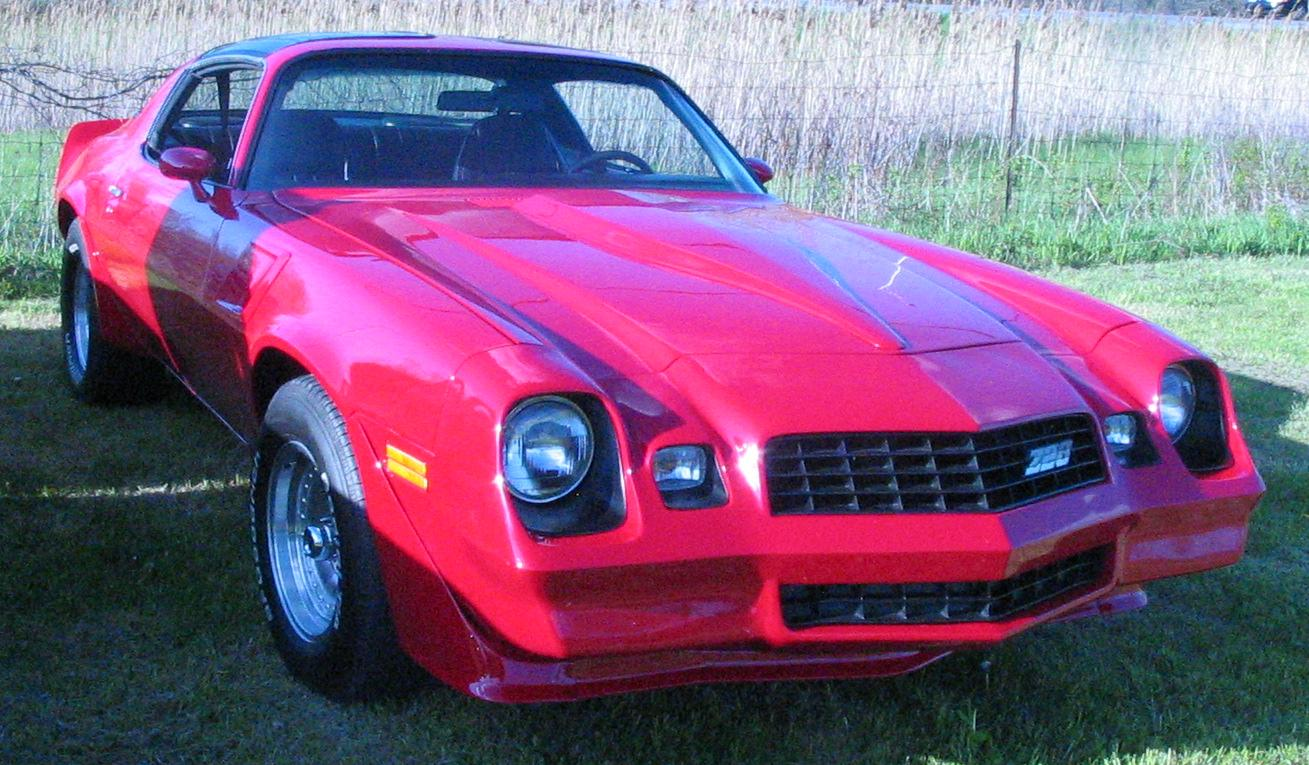
Z/28 de 1981 en Auto Classique VAQ Mont St-Hilaire en 2012.

Introducido en febrero de 1970, se adoptó una carrocería más perfilada y deportiva que los modelos clásicos para atraer a los compradores modernos. El modelo 1970½ fue de nuevo el Z/28 «LT-1» de alta compresión 350, propulsado por un motor de 360 HP (365 CV; 268 kW). A partir de 1973, debido al estallido de la crisis del petróleo en 1973 en Estados Unidos, Chevrolet se marcó como tope los motores de 350 plg³ (5,7 L) con una potencia máxima de 250 HP (253 CV; 186 kW) en los modelos que se comercializaron a partir de ese año.
La mayoría de motores y componentes del modelo anterior de 1969 fueron incluidos, con excepción del seis en línea de 230 plg³ (3,8 L), entonces el modelo base pasó a ser el de 250 plg³ (4,1 L) con 155 HP (157 CV; 116 kW). Al inicio de 1970, tenía el bloque grande L78 396 nominalmente, pero en realidad era una cilindrada de 402 plg³ (6,6 L) con 375 HP (380 CV; 280 kW) a las 5600 rpm y un par máximo de 415 lb·pie (563 N·m) a las 3600 rpm, aunque Chevrolet decidió dejar los emblemas 396. Además del modelo base, había opciones como el Rally Sport y el Z-28 Special Performance Package (paquete de desempeño especial), el cual tenía un nuevo motor de alto rendimiento LT-1 de 350 plg³ (5,7 L) que venía del Corvette con 360 HP (365 CV; 268 kW) y 380 lb·pie (515 N·m), el cual se construyó usando partes y componentes mejorados, con un carburador de cuatro bocas Holley de 780 cuft/min (22,1 m³/min), que desarrollaba un mayor par motor y tenía un mejor desempeño en general que el anterior de 302 plg³ (4,9 L) usado en los Z-28 de 1967-69. Estaba disponible como opción una transmisión automática Turbo Hydramatic 400 de tres velocidades, o bien, la manual de cuatro velocidades de serie.
El modelo 1971 recibió cambios menores en su apariencia con respecto a su contraparte de 1970. Los grandes cambios estaban debajo del cofre, debido a una orden de GM sobre todos sus motores rediseñados para funcionar con gasolina regular de octanaje y plomo más bajos, lo cual necesitó reducir su relación de compresión y potencia. Los motores de 250 plg³ (4,1 L), 307 plg³ (5 L) y 350 plg³ (5,7 L) de dos bocas, se presentaban virtualmente sin cambios, puesto que ya eran de baja compresión desde 1970 y años previos. El de 350 plg³ (5,7 L) usado en el Z/28 bajó su potencia de 360 a 330 HP (365 a 335 CV) (268 a 246 kW) SAE brutos y producía 275 HP (279 CV; 205 kW) SAE netos, debido al decremento en su relación de compresión de 11,0:1 a 10.3:1. El 396 que en realidad era de 402 plg³ (6,6 L), bajó de 350 a 300 HP (355 a 304 CV) (261 a 224 kW) brutos y producía 260 HP (264 CV; 194 kW) netos, también debido al decremento en su relación de compresión de 10,25:1 a 8,5:1.
En 1972, sufrió dos contratiempos mayores: La huelga de United Auto Workers (UAW) en la planta de montaje de General Motors en Norwood, la producción fue interrumpida por 174 días y 1100 Camaros incompletos tuvieron que ser desechados porque no podían cumplir con los estándares federales de seguridad de parachoques de 1973. Algunos en General Motors consideraron seriamente abandonar el Camaro y Pontiac Firebird en conjunto. Solamente 970 modelos SS 396 se produjeron y fue el último año para las opciones SS 396 y SS 350, así como para el que ofrecía bloque grande de fábrica. La potencia continuaba reduciéndose debido a una menor relación de compresión y a controles de emisiones más estrictos, pero comenzando en el modelo 1972 hubo un cambio en las mediciones del dinamómetro de SAE brutos a SAE netos, basados en un motor de un vehículo con todos los accesorios instalados. Así, la potencia del LT1 de 350 plg³ (5,7 litros) bajó de 330 HP (335 CV; 246 kW) SAE brutos en 1971 a 255 HP (259 CV; 190 kW) SAE netos en 1972 y el bloque grande 396 de 402 plg³ (6,6 litros), producía 240 HP (243 CV; 179 kW) SAE netos en comparación con los 300 HP (304 CV; 224 kW) SAE brutos de 1971.
En 1973, un nuevo tipo de modelo LT fue introducido con un mejor interior y tablero completo, rines estilo Rally, dirección de relación variable, entre otros. El Super Sport package fue eliminado y el bloque grande de 396 plg³ (6,5 litros) ya no estaba disponible. La potencia se redujo debido a los nuevos estándares de emisiones, con el motor de 350 plg³ (5,7 litros) de 245 HP (248 CV; 183 kW) en el Z28 como la opción más potente. Al recuperarse de la huelga, las ventas se incrementaron a 96751 unidades durante un año récord en la industria.
A mediados de 1977, el paquete Z28 fue reintroducido como un modelo y no solamente como un RPO (Opción de Producción Regular), en gran parte como respuesta a la demanda entusiasta de dominar por primera vez al Ford Mustang, así como el éxito de su compañero de cuadra corporativa, el Pontiac Firebird Trans-Am. Estaba propulsado por un motor de 350 plg³ (5,7 litros) con un carburador de cuatro bocas que producía 185 HP (188 CV; 138 kW), acoplado a una transmisión automática y equipado con aire acondicionado. El motor LM1 era la opción más potente disponible en el Z28. El seis en línea de 250 plg³ (4,1 litros) era el estándar para el Sport Coupe y LT de lujo, mientras que el de 305 plg³ (5 litros) era el V8 base, mientras que el de 350 plg³ (5,7 litros) con carburador de cuatro bocas incrementó su potencia máxima a 170 HP (172 CV; 127 kW). Se impuso un récord para esta segunda generación con 218853 coupes producidos, más que el Mustang por primera vez, mientras que la producción del modelo Z28 fue de alrededor de 13000 unidades con un motor de 350 plg³ (5,7 L) y 195 HP (198 CV; 145 kW).
El modelo básico de 1978 venía con un motor de 157 HP (159 CV; 117 kW), mientras que el Z28 incluía un paquete de franjas con un motor LM1 de 350 plg³ (5,7 litros) con carburador Rochester Quadrajet de cuatro bocas que producía 185 HP (188 CV; 138 kW) y un par máximo de 280 lb·pie (380 N·m), acoplado a una transmisión manual de cuatro velocidades o una automática TH-350 de tres velocidades. Las ventas superaron todos los años previos con 272 631 unidades, de las cuales 54 907 eran del Z28.
Los modelos Z28 1980 y 1981 incluyen una toma de aire de inducción con una puerta de admisión que abren el acelerador a fondo. El ya viejo seis en línea de 250 plg³ (4,1 L) fue reemplazado por un motor V6 de 229 plg³ (3,8 litros), mientras que el V8 de 267 plg³ (4,4 litros) con 120 HP (122 CV; 89 kW) fue una opción para el modelo base, RS y Berlinetta. La opción de350 plg³ (5,7 litros) solamente estaba disponible en el Z28.
El modelo 1981 estaba casi sin cambios con respecto a 1980 y sería el último de la segunda generación. El Z28 seguía siendo propulsado por el V8 de 350 plg³ (5,7 litros), aunque debido al control de emisiones, estaba equipado por primera vez con una unidad Computer Command Control (CCC Control de Comando por Computadora) y la potencia cayó a 175 HP (177 CV; 130 kW), el cual estaba disponible solamente con transmisión automática, mientras que las versiones manual de cuatro velocidades tenían el 305 plg³ (5 litros) con 165 HP (167 CV; 123 kW). La producción total cayó a 126 139 unidades después de un máximo de 282 571 coches en 1979.
En 1970, el interés por los autos potentes se desvaneció debido a los mayores costos de energía y de seguros, además de las estrictas regulaciones sobre las emisiones y ya no se hicieron más Camaro COPO. En 1981, Chevrolet hizo una línea COPO especial de modelos Turbo Z-28 que se enviaron a Yenko, quien los transformó en el Turbo Z Yenko. El modelo estándar Z-28 viene con un V8 de 350 plg³ (5,7 L). Las principales modificaciones incluyen la adición de ruedas mejoradas y gráficos. Algunos fueron mejorados con asientos de cuero, barras estabilizadoras y amortiguadores especiales. En 2009, un prototipo Camaro Yenko salió al mercado, aunque ya no se habían producido más.

### Producción y ventas
- 1970: 124,901
- 1971: 114,630
- 1972: 68,651
- 1973: 96,751
- 1974: 151,008
- 1975: 145,770
- 1976: 182,959
- 1977: 218,853
- 1978: 272,631
- 1979: 282,582
- 1980: 152,005
- 1981: 126,138

Total: 1,936,879

### Motorizaciones
| Motor      | Código de motor     | Cilindrada       | Diámetro x carrera                 | Carburador           | Relación de compresión | Potencia máxima                    | Par máximo                      |
| ---------- | ------------------- | ---------------- | ---------------------------------- | -------------------- | ---------------------- | ---------------------------------- | ------------------------------- |
| V6         | LD5 Berlinetta      | 231 plg³ (3,8 L) | 3,8 x 3,4 plg (96,5 x 86,4 mm)     | Rochester de 1 boca  | 8,0:1                  | 110 HP (112 CV; 82 kW) @ 3800 rpm  | 190 lb·pie (258 N·m) @ 1600 rpm |
| 6 en línea | Turbo-Thrift L22    | 250 plg³ (4,1 L) | 3,875 x 3,53 plg (98,4 x 89,7 mm)  | Rochester de 1 boca  | 8,5:1                  | 155 HP (157 CV; 116 kW) @ 4200 rpm | 235 lb·pie (319 N·m) @ 1600 rpm |
| V8         | LG3 LT              | 305 plg³ (5 L)   | 3,74 x 3,48 plg (95,0 x 88,4 mm)   | Rochester de 2 bocas | 8,5:1                  | 140 HP (142 CV; 104 kW) @ 3800 rpm | 245 lb·pie (332 N·m) @ 2000 rpm |
| V8         | LG4 Z28 Sport Coupe | 305 plg³ (5 L)   | 3,74 x 3,48 plg (95,0 x 88,4 mm)   | Rochester de 2 bocas | 8,5:1                  | 165 HP (167 CV; 123 kW) @ 4000 rpm | 245 lb·pie (332 N·m) @ 2400 rpm |
| V8         | Turbo-Fire L14      | 307 plg³ (5 L)   | 3,875 x 3,25 plg (98,4 x 82,6 mm)  | Rochester de 2 bocas | 9,0:1                  | 200 HP (203 CV; 149 kW) @ 4600 rpm | 300 lb·pie (407 N·m) @ 2400 rpm |
| V8         | LT-1 Z28 350        | 350 plg³ (5,7 L) | 4 x 3,48 plg (101,6 x 88,4 mm)     | Holley de 4 bocas    | 11,0:1                 | 360 HP (365 CV; 268 kW) @ 6000 rpm | 380 lb·pie (515 N·m) @ 4000 rpm |
| V8         | L78 SS 396          | 402 plg³ (6,6 L) | 4,125 x 3,76 plg (104,8 x 95,5 mm) | Holley de 4 bocas    | 11,0:1                 | 375 HP (380 CV; 280 kW) @ 5600 rpm | 415 lb·pie (563 N·m) @ 3600 rpm |

## Tercera generación (1981-1992)

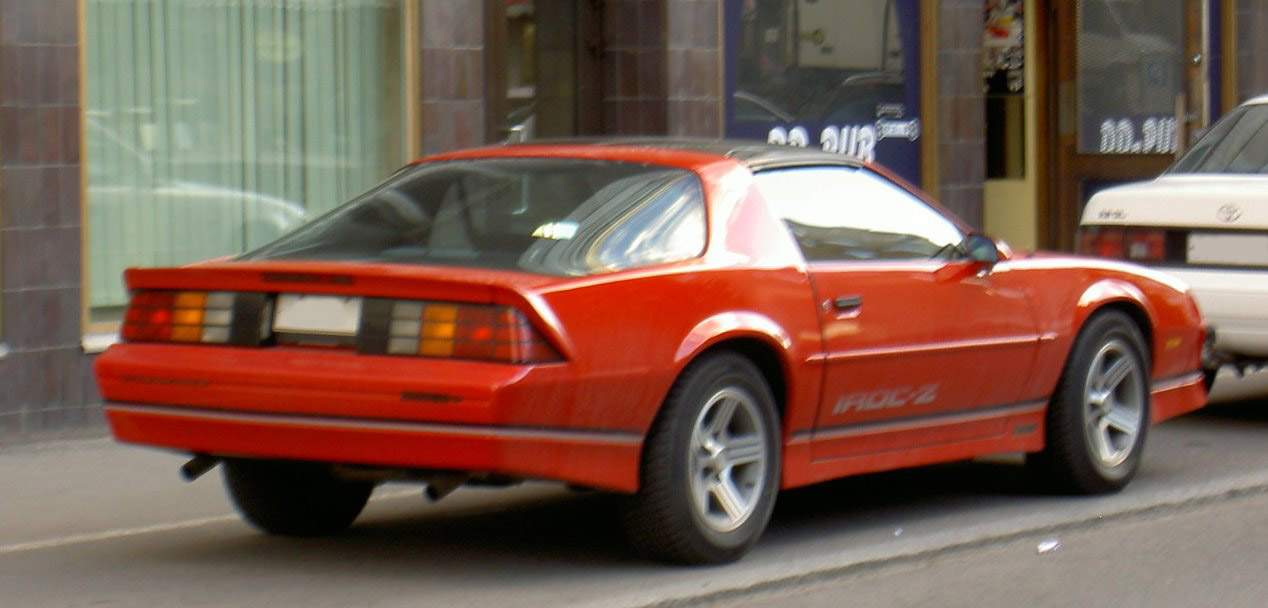
Vista trasera

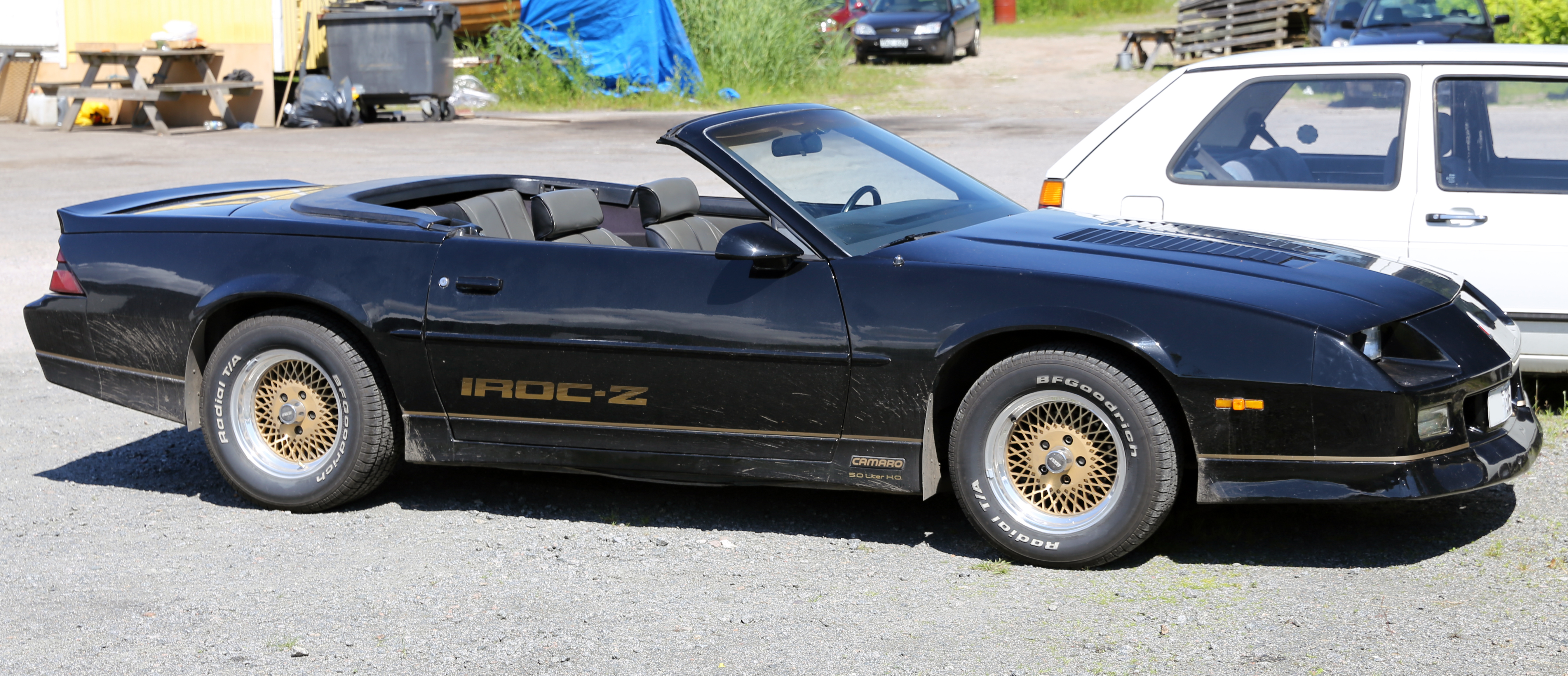
Camaro IROC-Z descapotable de 1988

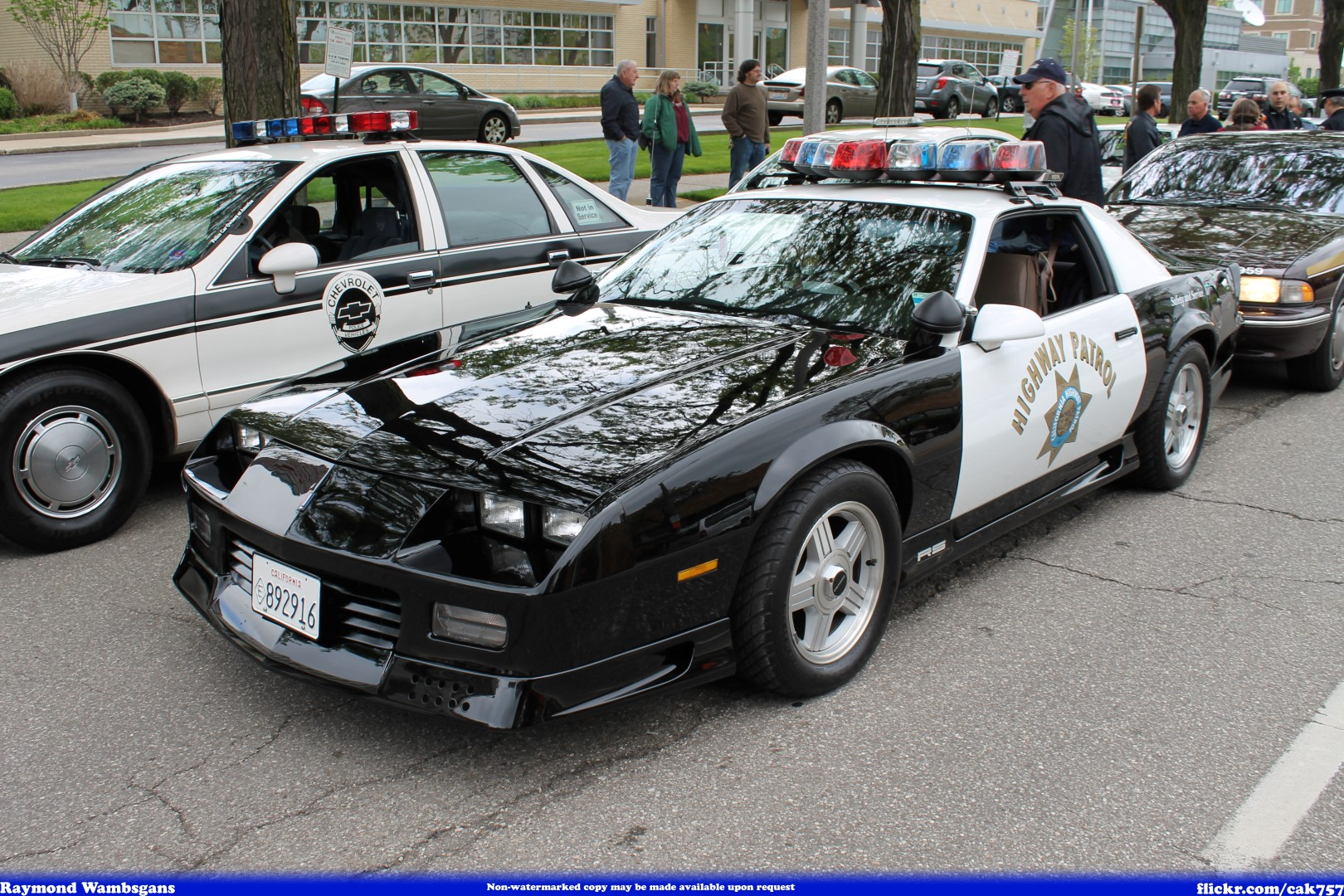
Vehículo policial B4C de la Patrulla de Carreteras de California

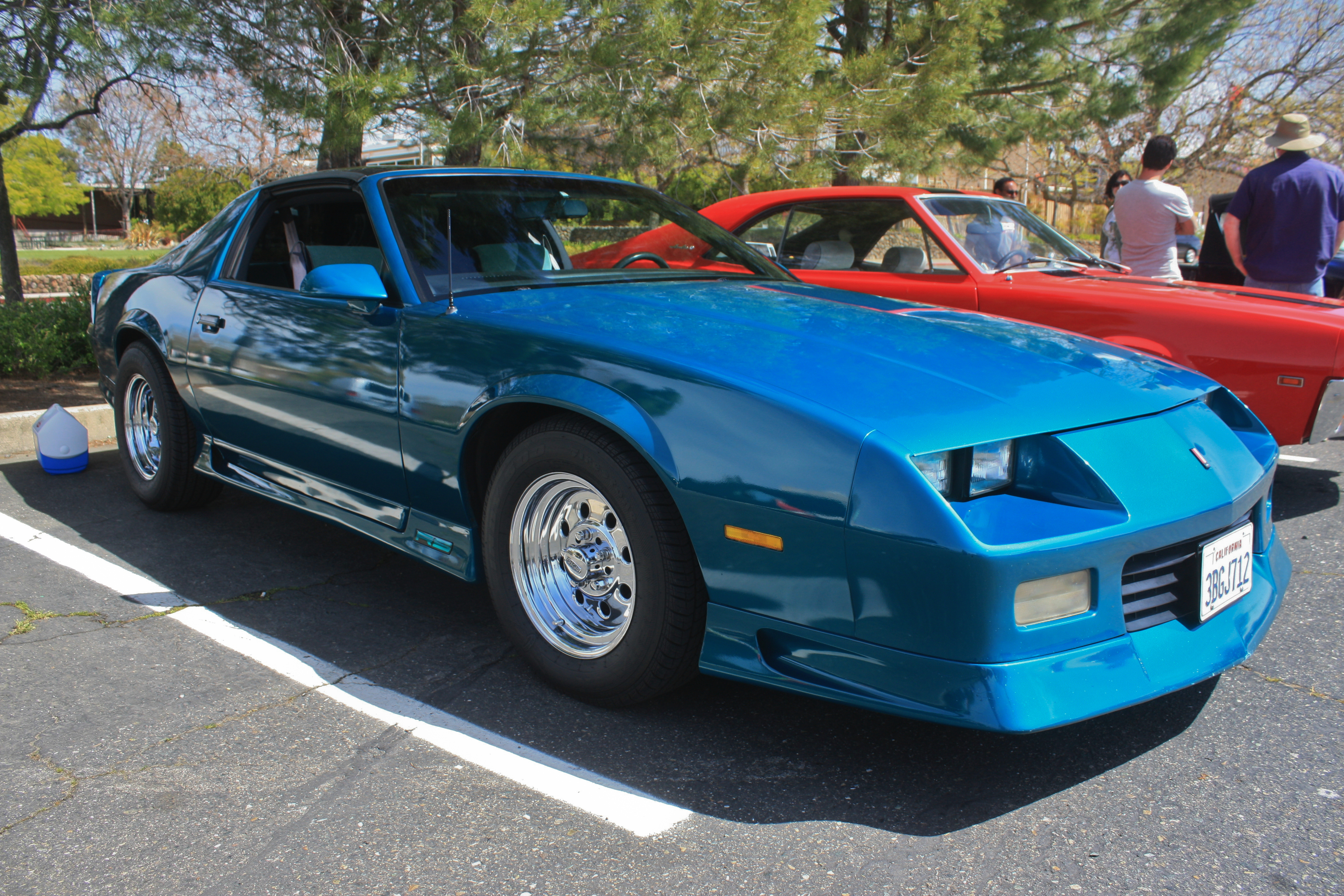
Edición 25.º Aniversario de 1992

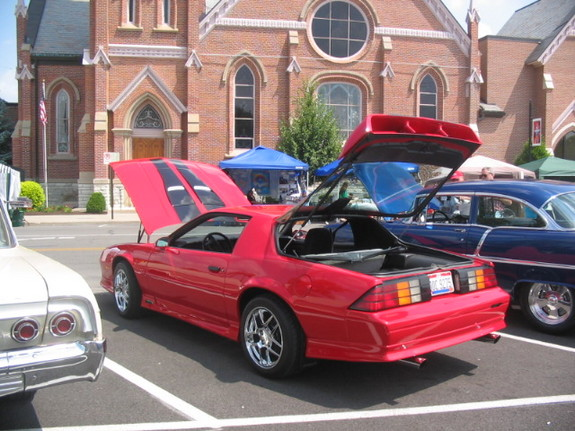
Vista trasera del Z28 Heritage Edition de 1992

La tercera generación fue lanzada a la venta en diciembre de 1981, comenzando su producción el 12 de octubre de ese mismo año. Para el modelo 1982 se introdujeron los primeros Camaro con carrocería estilo Hatchback y otras opciones de fábrica como inyección de combustible y un motor de cuatro cilindros en línea. El Z28 de 1982 fue el coche del año de la revista Motor Trend. En esta generación el modelo base se ofrecía el motor de cuatro cilindros LQ9 de 151 plg³ (2,5 L). El Berlinetta venía con el V6 LC1 de 173 plg³ (2,8 L) y el Z28 con el V8 LG4 de 305 plg³ (5 L) con 145 HP (147 CV; 108 kW), acoplado a una transmisión manual de cuatro velocidades o una automática de tres velocidades. La versión opcional con el motor LU5 también de 305 plg³ (5 L) e inyección "twin TBI Cross Fire" y tomas de aire funcionales sobre el cofre, producía una potencia máxima de 165 HP (167 CV; 123 kW) y solamente estaba disponible con una transmisión automática de tres velocidades.
El Z28 de 1982 fue el Pace Car de las 500 Millas de Indianápolis y más de 6000 réplicas fueron vendidas a través de concesionarios de Chevrolet. El coche que participó en dicho evento, estaba equipado con un altamente modificado V8 de aluminio de 305 plg³ (5 L) que no estaba disponible en otros coches réplica.
Durante 1982 y 1993, se rediseña adoptando una apariencia similar a la última, con un frontal en forma de cuña y un grupo óptico profundizado en la parrilla, aunque continuaba usando la plataforma F de GM. Gracias al auge económico de principio de los años 1990, los nuevos modelos volvieron a ofrecer la opción de la versión descapotable abierta. Los motores se empezaban a optimizar buscando una reducción del consumo, procurando no perder la energía y potencia por los que se hizo famoso este modelo en la época de los pony cars. Su aspecto hizo que fuera el muscle car más codiciado de los tiempos. Además, Chevy pretendía reafirmar su apuesta al crear el modelo que superara al Dodge Challenger o al Dodge Charger, el Ford Mustang y en conjunto con el Corvette.
En 1983, los motores del Z28 cambiaron: el V8 LU5 Crossfire de 305 plg³ (5 L), producía una potencia máxima de 175 HP (177 CV; 130 kW) y fue adicionado un totalmente nuevo L69 con carburador de cuatro bocas con 190 HP (193 CV; 142 kW) High-Output H.O. (alto rendimiento), el cual solamente estaba disponible con transmisión manual. Debido a su introducción tardía 3223 unidades L69 fueron vendidas en ese año. Una transmisión manual BorgWarner mejorada de cinco velocidades reemplazó a la previa de cuatro velocidades y una automática de cuatro velocidades con overdrive reemplazó a la de tres velocidades en el Z28. La automática TH700-R4 con overdrive también estaba disponible en el coupé base y Berlinetta, pero no con la opción L69 H.O.
Para 1985, se introdujo la versión IROC-Z, nombrado así por la International Race of Champions. Era ofrecido como un paquete opcional del Z28, el cual tenía una suspensión mejorada, altura reducida, amortiguadores especiales Delco-Bilstein, barras estabilizadoras de diámetro más grande, un paquete especial de pegatinas y un sistema de inyección Tuned Port Injection (TPI) tomada del Corvette. Estuvo en la lista de los diez mejores coche de 1985, según la revista Car and Driver. El motor LB9 de 305 plg³ (5 L) TPI producía 215 HP (218 CV; 160 kW), en el LG4 con un carburador de cuatro bocas 155 HP (157 CV; 116 kW) y en el L69 H.O. también con carburador de cuatro bocas 190 HP (193 CV; 142 kW). Un total de 2497 modelos del IROC-Z L69 fueron fabricados en 1985. El LB9 estaba disponible solamente en el Z28 y el IROC-Z con la transmisión automática TH700-R4. Se fabricaron un total de 205 modelos equipados con el LB9 y la relación transeje trasero G92 de alto desempeño, la cual había sido mejorada de 3.23 a 3.42.
Para 1987, el motor de 305 plg³ (5 L) TPI con transmisión automática y manual de cinco velocidades, estaban disponibles en el paquete IROC-Z por primera vez. El nuevo motor de 350 plg³ (5,7 L) con código RPO L98, estaba disponible solamente en el IROC-Z con transmisión automática. El 305 plg³ (5 L) TPI equipado con transmisión automática producía 190 HP (193 CV; 142 kW), mientras que la versión manual era de 215 HP (218 CV; 160 kW). El motor 350 plg³ (5,7 L) L98 tenía un incremento a 225 HP (228 CV; 168 kW) a las 4400 rpm y un par máximo de 330 lb·pie (447 N·m) a las 2800 rpm. Todos los IROC-Z de 350 plg³ (5,7 L) TPI L98 de 1987 requerían relación de cambios de 3,27, frenos de disco traseros J65, un diferencial de deslizamiento limitado G80 y un enfriador de aceite de motor KC4. Otros cambios incluían una versión Targa Top que fue introducida por primera vez desde 1969 como una opción de producción regular (RPO). Esta conversión estaba disponible en el Sport Coupé, LT y IROC-Z y un total de 1007 unidades fueron fabricadas en su primer año de producción. El modelo 1987 marcó el 20.º aniversario del Camaro y los T-Top eran considerados las ediciones de aniversario e incluían un emblema en el panel de instrumentos con la leyenda "20th Anniversary Commemorative Edition".
Para el modelo 1990, fue el último año que se ofreció la opción IROC-Z, debido a que Chevrolet decidió no renovar el contrato con la International Race of Champions y terminó con la más baja venta hasta la fecha de 35048 unidades, debido a una ejecución truncada, seguida de una temprana introducción de los modelos 1991 reestilizados. Los equipados con el motor 350 plg³ (5,7 L) TPI, recibieron un ligero incremento de potencia a 245 HP (248 CV; 183 kW) a las 4400 rpm y un par máximo que creció a 345 lb·pie (468 N·m) a las 3200 rpm.
La producción del modelo 1991 comenzó en febrero de 1990. Grandes cambios ocurrieron al recibir el paquete aerodinámico, mientras que el IROC-Z ya no era ofrecido. El motor 350 plg³ (5,7 L) TPI producía 245 HP (248 CV; 183 kW) a las 4400 rpm y un par máximo de 345 lb·pie (468 N·m) a las 3200 rpm, mientras que para el de 305 plg³ (5 L) TPI era de 230 HP (233 CV; 172 kW) a las 4200 rpm y un par máximo de 300 lb·pie (407 N·m) a las 3200 rpm.
1992 fue el último año de la tercera generación del Camaro. Una opción "25th Anniversary Heritage Edition" había sido planeada con las cabezas de aluminio del Corvette, escapes tubulares y una transmisión manual de seis velocidades. Todos los modelos 1992 recibieron un emblema en el tablero con la leyenda "25th Anniversary". Este también fue el último año de producción en la planta de ensamblaje de Van Nuys, California. El último Camaro producido de la tercera generación era un Z28 coupé rojo el 27 de agosto de 1992, que presentaba las firmas de los trabajadores de la línea de producción.

### Producción y ventas
- 1982: 189,735
- 1983: 154,381
- 1984: 261,591
- 1985: 180,018
- 1986: 192,219
- 1987: 137,760
- 1988: 96,275
- 1989: 110,739
- 1990: 35,000
- 1991: 100,838
- 1992: 70,007

Total: 1,528,563

### Motorizaciones
| Motor      | Código de motor   | Cilindrada       | Diámetro x carrera               | Inyección          | Relación de compresión | Potencia máxima                    | Par máximo                      |
| ---------- | ----------------- | ---------------- | -------------------------------- | ------------------ | ---------------------- | ---------------------------------- | ------------------------------- |
| 4 en línea | Iron Duke LQ8/LQ9 | 151 plg³ (2,5 L) | 4 x 3 plg (101,6 x 76,2 mm)      | Electrónica        | 8,2:1                  | 92 HP (93 CV; 69 kW) @ 4000 rpm    | 134 lb·pie (182 N·m) @ 2800 rpm |
| V6         | LC1/LB8           | 173 plg³ (2,8 L) | 3,5 x 2,99 plg (88,9 x 75,9 mm)  | Multipunto         | 8,9:1                  | 135 HP (137 CV; 101 kW) @ 5100 rpm | 165 lb·pie (224 N·m) @ 3600 rpm |
| V6         | LH0               | 191 plg³ (3,1 L) | 3,5 x 3,31 plg (88,9 x 84,1 mm)  | Rochester          | 8,5:1                  | 140 HP (142 CV; 104 kW) @ 4400 rpm | 180 lb·pie (244 N·m) @ 3200 rpm |
| V8         | LB9               | 305 plg³ (5 L)   | 3,74 x 3,48 plg (95,0 x 88,4 mm) | Multipunto         | 9,3:1                  | 230 HP (233 CV; 172 kW) @ 4200 rpm | 300 lb·pie (407 N·m) @ 3200 rpm |
| V8         | L98               | 350 plg³ (5,7 L) | 4 x 3,48 plg (101,6 x 88,4 mm)   | "Tuned-Port" (TPI) | 9,3:1                  | 245 HP (248 CV; 183 kW) @ 4400 rpm | 345 lb·pie (468 N·m) @ 3200 rpm |

## Cuarta generación (1992-2002)

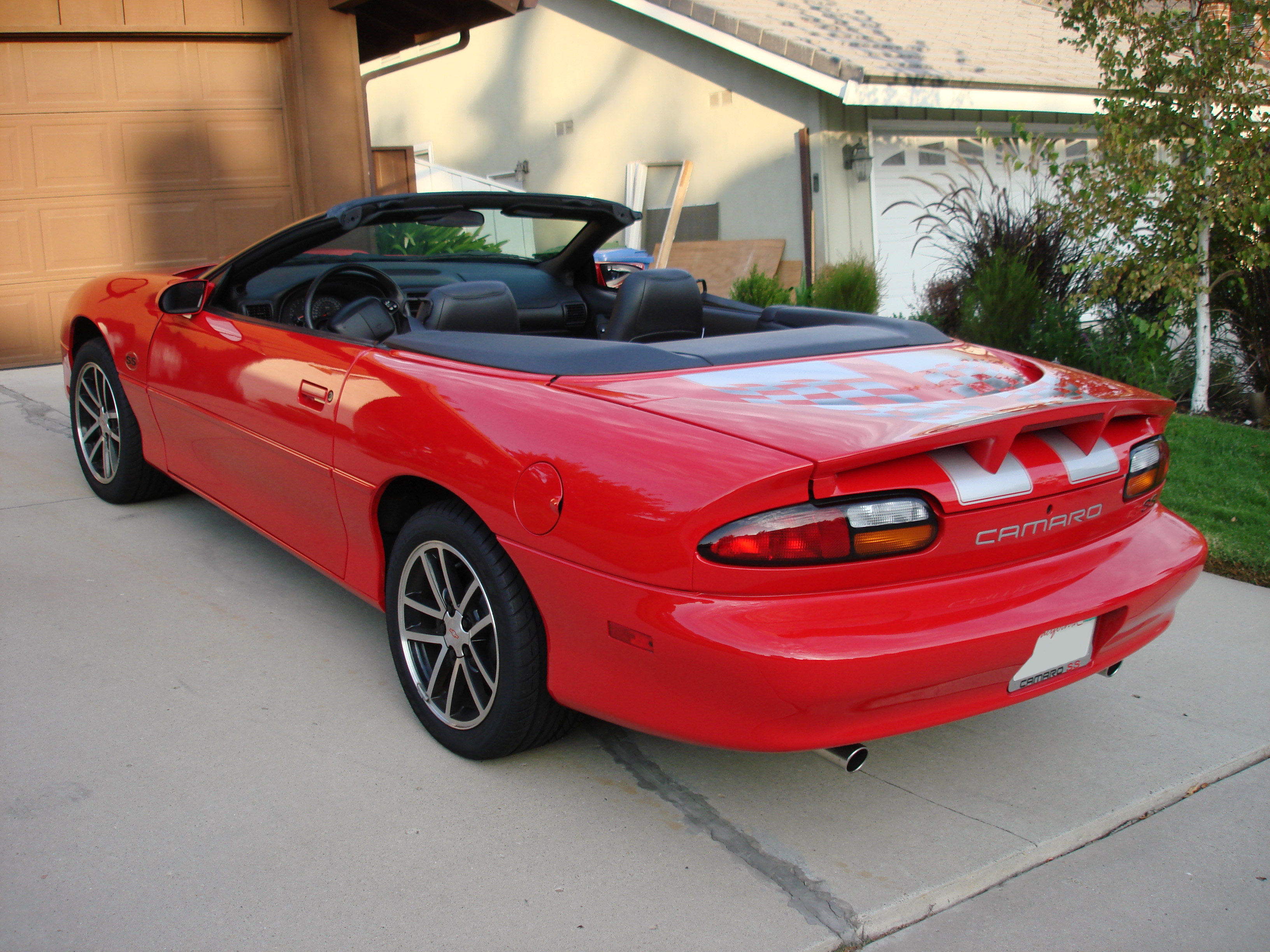
Vista trasera del SS 35.º Aniversario 2002

El California IROC-Z Concept adelantó su estilo en 1989 cuando la plataforma "F" de la 4.ª generación hizo su debut en 1992 como modelo 1993, cuyo diseño fue obra de John Cafaro y Charles Jordan.
Se habían tomado los elementos estilísticos de la generación anterior y los habían incorporado en un coche con líneas redondeadas y fluidas, especialmente al frente. Detalles como los espejos retrovisores y el alerón incorporados orgánicamente en la carrocería y el habitáculo completamente de vidrio con "T-tops" removibles le daban una apariencia extremadamente moderna. Este modelo se convertiría en uno de los diseños más influyentes de los años 90. Este nueva y futurista apariencia estaba con un tren motriz de clase mundial, que marcaba el regreso del verdadero alto rendimiento a los coches americanos accesibles. El Mustang de la época no podía ni alcanzar los 275 HP (279 CV; 205 kW) y las 325 lb·pie (441 N·m) de par máximo que el motor LT1, el último de los "small blocks" (bloque pequeño) tradicionales. Estaba acoplado a una caja T56 de seis velocidades o una automática de cuatro que enviaban la potencia a un eje trasero rígido.
Los modelos que salieron a partir de 1993 hasta 2002, continuaban persiguiendo los objetivos marcados durante la tercera generación, los cuales presentaban una cuña más marcada, dando la sensación de flecha. El modelo se situaba en los 4,9 m (192,9 pulgadas) de longitud. La versión básica salía con un motor de 3350 cm³ (3,4 L; 204,4 plg³) y 160 HP (162 CV; 119 kW), aunque se mantuvo la versión Z/28 que ofrecía la máxima potencia soportada de fábrica por el modelo que, a principios de 1993, se había reducido bastante respecto a modelos anteriores, quedándose en un motor de 5733 cm³ (5,7 L; 349,8 plg³) con 275 HP (279 CV; 205 kW). Posteriormente, en una reedición del modelo Z/28 se montó un motor de aluminio ligero, que le confería una potencia de 285 HP (289 CV; 213 kW).
La producción se trasladó a Sainte-Thérèse, Quebec, Canadá, para su fabricación, poniendo hincapié en la reducción de costes. A la postre derivó en su desaparición, pero la buena relación calidad/precio lo mantuvo vivo por otra década. Se ha empleado masivamente el plástico con el doble propósito de reducir al máximo el peso y los costes de fabricación, al punto de que las calidades y el acabado son el principal punto débil que sus usuarios le achacan. Actuó de Pace Car (Coche de Paso) en las 500 millas de Indianápolis de 1993, dando pie a un paquete estético opcional que reproducía la apariencia de este último, del que se ordenaron 633 pedidos.
Algunas de las principales diferencias en 1994 respecto al modelo del año anterior estaban precisamente en la electrónica. Por un lado cambiaba a un sistema de “Mass Air Flow” (Flujo de Aire Masivo) empleando un chip integrado reprogramable; y por otro, se integra también en la centralita el control de la transmisión, no como ocurría hasta entonces. El Z28 aceleraba de 0 a 100 km/h (62 mph) en 5,7 segundos, para el que además llegaba el control de tracción.

### 1995

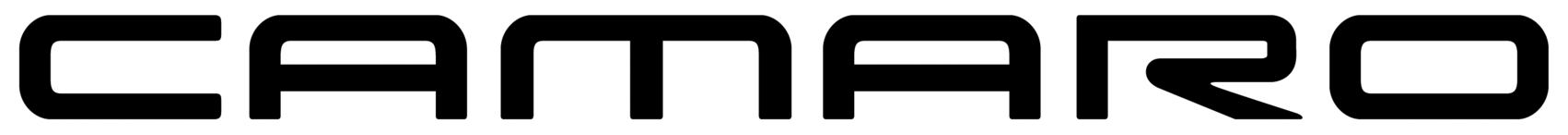
Logotipo de la cuarta generación

En 1995, se incorpora una nueva opción de motorización para el coupé con el “3800”, un motor V6 de 3791 cm³ (3,8 L; 231,3 plg³) que ofrecía una potencia máxima de 200 HP (203 CV; 149 kW), descatalogando al de 3350 cm³ (3,4 L; 204,4 plg³) al año siguiente. El buen rendimiento del “3800” lo mantendría vivo hasta el final de la 4.ª generación, en la que por otra parte ya no se produciría una gran variedad de motorizaciones como en las sagas precedentes.
Las ventas fueron relativamente modestas en el primer año, con poco más de 39 000 unidades comercializadas. Para darle un empujón, se introdujo una carrocería descapotable en 1994, disponible con los motores de 6 y 8 cilindros. El SS presentado en 1996, una variante de alto rendimiento desarrollada en conjunto con SLP Engineering, llevaba al V8 LT1 hasta los 305 HP (309 CV; 227 kW).

### 1997

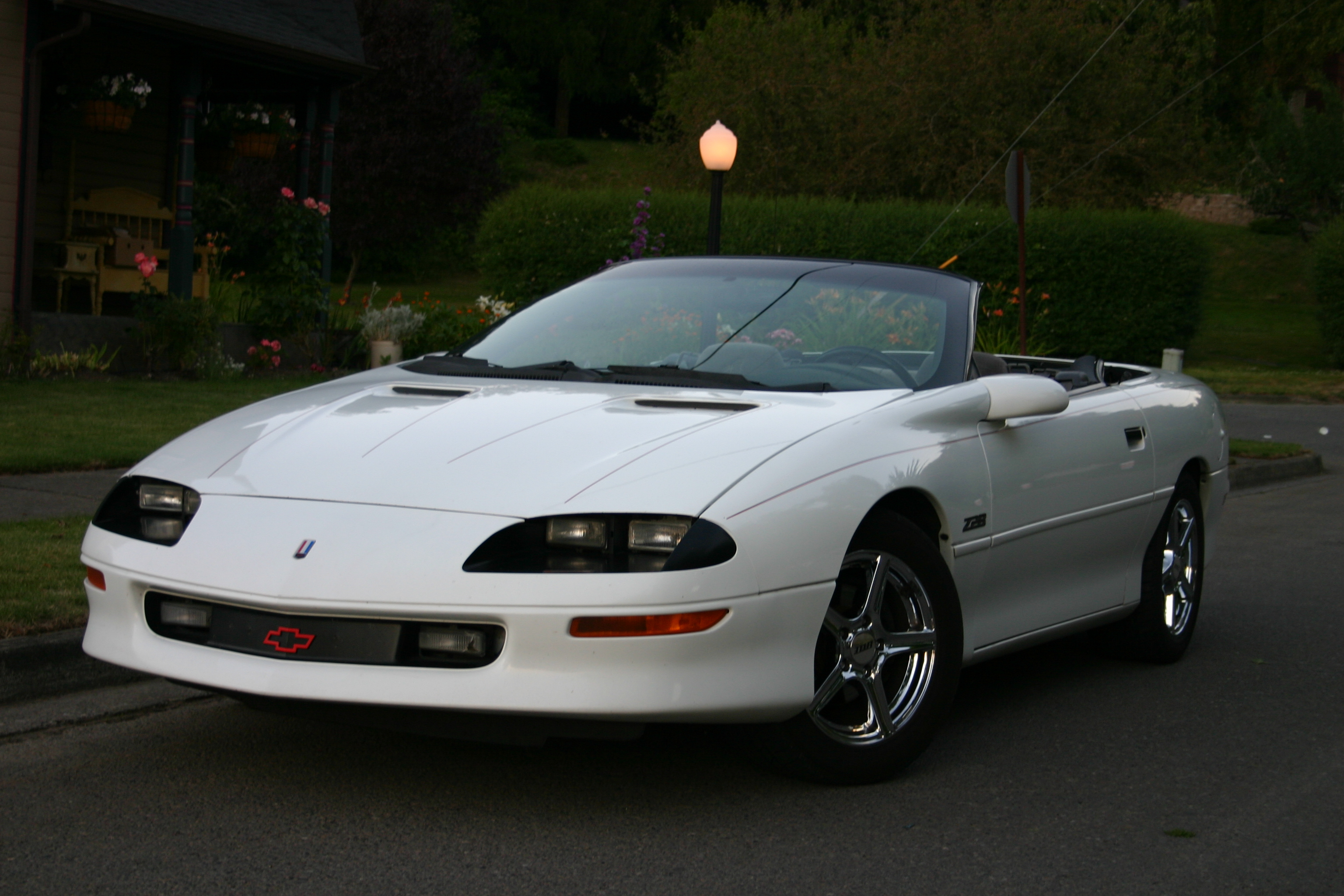
Descapotable Z28 de 1997.

En 1997, celebró sus 30 años de vida con una edición especial “30th Anniversary Limited Edition”, con pintura blanca con franjas naranjas y llantas en color blanco. Además de celebrar las siete décadas del pony car, fue la despedida de la primera etapa de su cuarta generación, ya que para 1998 recibiría una actualización de media vida que cambiaría la apariencia de su nariz. SLP contribuyó al evento produciendo, sobre la base del Z28, una versión especial limitada de 108 unidades. Esta serie montaba el motor LT4 de 330 HP (335 CV; 246 kW) del Corvette Grand Sport, que estaba dotado de inyección directa de combustible. Se complementaba con una transmisión manual de seis velocidades y SLP además incorporó frenos de disco en las cuatro ruedas. En cuanto al exterior, los cambios fueron mínimos, a excepción de las luces traseras en tres colores que se mantendrán los en siguientes años.
El primer y único "restyling" (reestilización) serio llegó en 1998 afectando principalmente al frontal, pero la evolución más significativa era su nuevo motor LS1, que había sido presentado un año antes en el Corvette, el cual estaba fabricado totalmente de aluminio, lo único que compartía con el anterior V8 de Chevrolet, cuya arquitectura databa de los años 1950, con una cilindrada de 5665 cm³ (5,7 L; 345,7 plg³). Su diseño totalmente nuevo le otorgaba una eficiencia sorprendente para un motor en principio arcaico y sin multiválvulas ni motor DOHC, seguía siendo tipo "pushrod" con un árbol central. El LS1 "regular" producía 305 HP (309 CV; 227 kW), mientras que en el modelo SS llegaba a los 320 HP (324 CV; 239 kW), pero más allá de eso, el LS1 tenía la característica de ser increíblemente responsivo a las modificaciones a diferencia del LT1, que era difícil de modificar.

### 2000

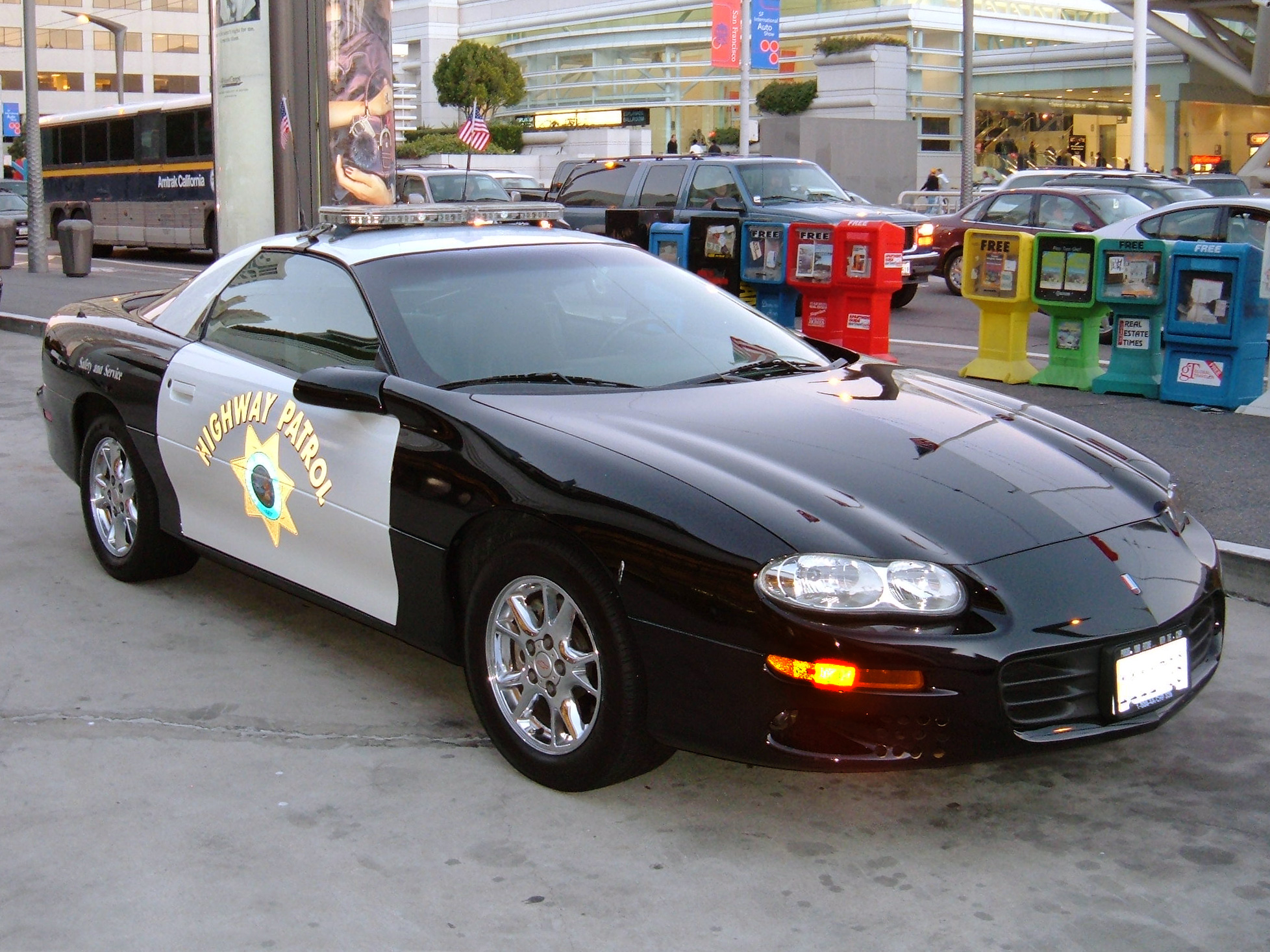
Con los colores tradicionales de la policía ("CHiPs"), en el Salón del automóvil de San Francisco (California) de 2004

Para el año 2000, tiene mínimos cambios cosméticos que dan paso al año siguiente a la incorporación de diferentes componentes del Corvette Z06, como el colector de admisión del motor LS6 u otros elementos del embrague, repercutiendo en el aumento de la potencia del Z28 hasta los 315 y 325 HP (319 y 330 CV) (235 y 242 kW) en cada configuración.
Las ventas que año con año iban en caída en un mercado en declive para los cupés deportivos y una competencia intensa dentro del castigado segmento, especialmente proveniente de Japón, obligaron al Camaro a celebrar su 35.º aniversario con una edición especial en 2001, el año de más bajas ventas de toda su historia, con poco más de 29 mil unidades fabricadas. GM no podía sostener la producción del Camaro hasta que decidió descontinuarlo junto con el Pontiac Firebird, con el que compartía todos los componentes mecánicos. El 27 de agosto de 2002 salió de la línea de producción de la planta de Boisbriand, en Quebec, Canadá, el último de la 4.ª generación y, en aquel entonces, se creía que era el último Camaro de la historia. En 2010 reviviría con un modelo de aspecto retro, siguiendo el camino impuesto por el Ford Mustang en 2005.

### Producción y ventas
- 1993: 40,224
- 1994: 125,244
- 1995: 122,725
- 1996: 61,362
- 1997: 54,972
- 1998: 49,218
- 1999: 42,098
- 2000: 45,461
- 2001: 29,009
- 2002: 41,776

Total: 612,089

### Motorizaciones
| Motor | Código de motor | Cilindrada                   | Diámetro x carrera                 | Inyección   | Relación de compresión | Potencia máxima                    | Par máximo                      |
| ----- | --------------- | ---------------------------- | ---------------------------------- | ----------- | ---------------------- | ---------------------------------- | ------------------------------- |
| V6    | L32             | 3350 cm³ (3,4 L; 204,4 plg³) | 92 x 84 mm (3,62 x 3,31 plg)       | Secuencial  | 9,0:1                  | 160 HP (162 CV; 119 kW) @ 4600 rpm | 200 lb·pie (271 N·m) @ 3600 rpm |
| V6    | L36             | 3791 cm³ (3,8 L; 231,3 plg³) | 96,5 x 86,4 mm (3,80 x 3,40 plg)   | Electrónica | 9,4:1                  | 200 HP (203 CV; 149 kW) @ 5200 rpm | 225 lb·pie (305 N·m) @ 4000 rpm |
| V8    | LT1             | 5733 cm³ (5,7 L; 349,8 plg³) | 101,64 x 88,4 mm (4,00 x 3,48 plg) | Secuencial  | 10,4:1                 | 285 HP (289 CV; 213 kW) @ 5000 rpm | 335 lb·pie (454 N·m) @ 2400 rpm |
| V8    | LT4 SS          | 5733 cm³ (5,7 L; 349,8 plg³) | 101,64 x 88,4 mm (4,00 x 3,48 plg) | Multipunto  | 10,8:1                 | 330 HP (335 CV; 246 kW) @ 5800 rpm | 340 lb·pie (461 N·m) @ 4500 rpm |
| V8    | LS1             | 5665 cm³ (5,7 L; 345,7 plg³) | 99 x 92 mm (3,90 x 3,62 plg)       | Secuencial  | 10,1:1                 | 325 HP (330 CV; 242 kW) @ 5200 rpm | 350 lb·pie (475 N·m) @ 4000 rpm |

## Quinta generación (2009-2015)

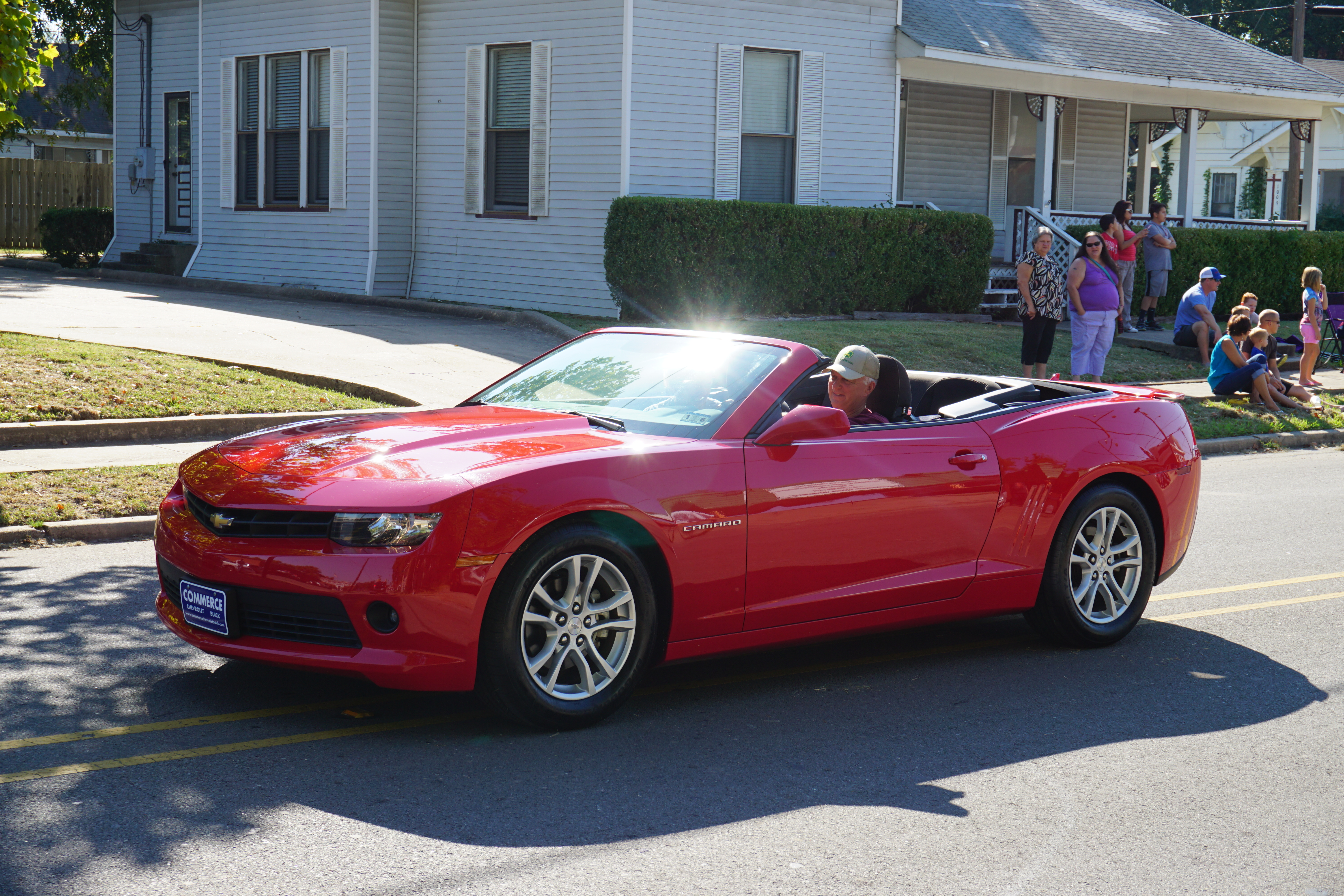
Rediseño del descapotable V6

En 2002 la producción del Camaro se detuvo y durante ese tiempo, Chevrolet planeaba una ruptura de concepto, buscando la manera de sorprender con un modelo puramente al estilo americano que pudiera despertar las pasiones deportivas de un mundo entero. La espera fue larga, ocho años donde únicamente se pudieron entrever algunos coches concepto.
En la primavera de 2009 salió a la venta el nuevo modelo, que se adaptaba a su manera a los nuevos mercados y exigencias de los clientes equipando de serie, por ejemplo: un conjunto de bolsas de aire, un sistema de control de tracción y de estabilidad (ESP). La motorización incluía, en su gama más alta, un V8 de 6162 cm³ (6,2 L; 376 plg³) L99 con tecnología de desactivación de cilindros que le otorgaban una potencia de 400 HP (406 CV; 298 kW) y un par máximo de 410 lb·pie (556 N·m), mientras que también era posible una opción más prudente, pero no por ello despreciable, de un motor V6 de 304 HP (308 CV; 227 kW). acoplado a una transmisión automática de seis relaciones con mandos en el volante.
El Camaro SS en su versión manual emplea igualmente un V8 de 6162 cm³ (6,2 L; 376 plg³), pero se trata de un LS3 derivado del Corvette con 426 HP (432 CV; 318 kW) y un par máximo de 420 lb·pie (569 N·m), acoplado a una transmisión de seis cambios provista por Tremec. El L99 es una mecánica de menor compresión y revoluciones que el LS3. La tracción es a las ruedas traseras, ya que emplea la plataforma de los GM Australianos conocida como Zeta, aunque algo más corta y con una rediseñada suspensión trasera independiente multibrazo. Los neumáticos son Pirelli P Zero 245/40 R20 pulgadas (50,8 cm) para el eje delantero y 275/40 R20 pulgadas (50,8 cm) para el trasero, que esconden unos frenos de disco de 14 pulgadas (35,6 cm) con pinzas de 4 pistones firmadas por Brembo. Acelera de 0 a 100 km/h (0 a 62 mph) en 4.6 segundos y un elemento importante es que las versiones SS incorporan un diferencial de derrape limitado. El control de tracción y estabilidad pueden ser desactivados para permitir algo de deslizamiento en el eje posterior.

### Edición especial 45th Anniversary
Con motivo del 45 aniversario del lanzamiento del primer Camaro, Chevrolet incorporó un paquete especial conmemorativo. Tanto las versiones V6 como V8 se podían beneficiar de este extra, disponible únicamente con los niveles de acabado superiores, como los 2LT y 2SS, respectivamente. Se trataba simplemente de un paquete estético adicional, es decir, no se agregaba nada que ayudara a mejorar las prestaciones.
Lo que realmente destacaba en esta variante SS 2012 45th Aniversary, era su apariencia tanto interna como externa. Respecto a los modelos convencionales, era claramente distinguible no solamente por el emblema conmemorativo, sino también por las rayas asimétricas del cofre y de la cajuela, por el spoiler trasero, por los faros xenón de alta intensidad (HID) y por los grandes rines de 20 pulgadas (50,8 cm) de nueva adición.
En el interior, destacaba sobre todo el logotipo del 45th Anniversary en los asientos, volante, placas de las puertas, tablero de instrumentos y cuadro de indicadores, así como las costuras rojas, blancas y azules que contrastaban con la tapicería de cuero negro de los asientos, volante, palanca de cambios, apoyabrazos y consola central.
Empezó a venderse en concesionarios en octubre de 2011. Estéticamente tiene elementos distintivos únicos, como la carrocería en negro con franjas de color rojo y gris al frente, techo y cajuela. El emblema de “45TH” aparece en los laterales y también en el cofre en tono rojo. Los rines son de aluminio de cinco radios y tiene faros antiniebla.
En el interior, los asientos deportivos eléctricos y vestiduras en cuero eran de color negro combinado con detalles en aluminio, tanto en el volante como en el tablero de instrumentos. El logo de “45TH” estaba arriba de la guantera, al igual que en el respaldo de las plazas delanteras. Contaba con un sistema de sonido Boston Acoustics con CD, MP3 y entrada auxiliar; también tenía head-up display donde se mostraban datos del tacómetro y en el espejo retrovisor se mostraba la imagen de la cámara de visión trasera. Como punto negativo, la visibilidad no era del todo agradable, aunque esto es “normal” en coches deportivos estadounidenses.

### Camaro ZL1

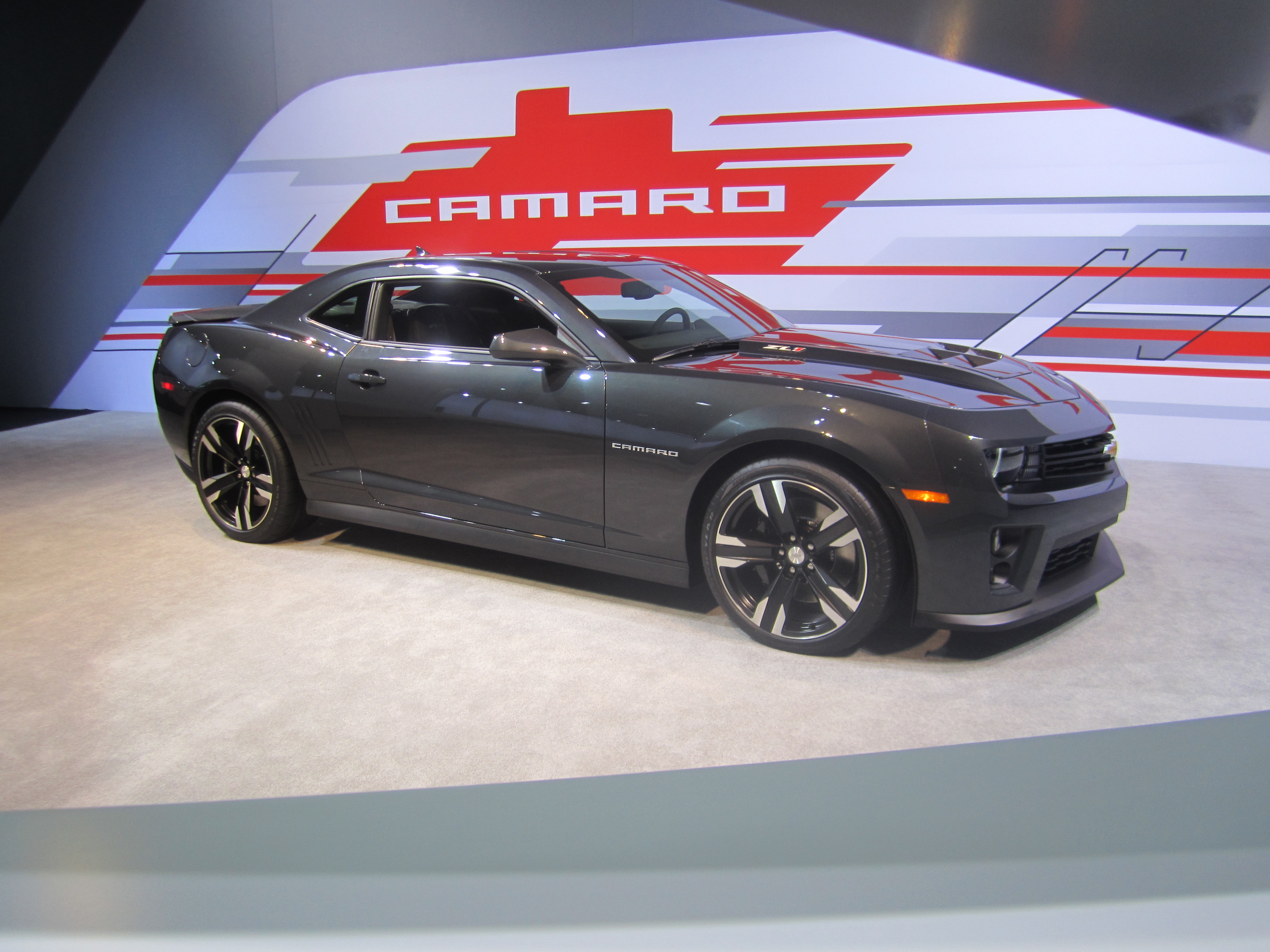
Camaro ZL1 de 2012.

Para los fanáticos, la sigla ZL1 que evoca recuerdos imborrables, pues llevan a las raíces de Camaro, allá por el año 1969. En ese año, bajo el código de producción ZL1, se construyeron 69 unidades. Hoy, homenajeando a ese mítico modelo que se caracterizaba por tener un motor completamente de aluminio, nace el nuevo ZL1. La resurrección de una leyenda.
El nuevo auto deportivo, el cual fue candidato de la prensa especializada de Chile a Deportivo Premium del Año, fue creado para ser utilizado en el día a día, pero con la mirada puesta en las pistas de competición, de ahí que disponga del exclusivo sistema Performance Traction Management (PTM) que ofrece cinco modos de manejo y que integra los sistemas Magnetic Ride Control con tres tipos de calibración: Tour, Sport y Track adaptables según el camino, Launch Control, Traction Control y Active Handling. En conjunto, ofrecen mejor estabilidad y desempeño al momento de exprimir sus capacidades. Estos sistemas se complementan con el poderoso motor V8 de 6162 cm³ (6,2 L; 376 plg³) LSA small block con sobrealimentación, por medio de un compresor volumétrico tipo Roots con capacidad de 1,9 litros (2 USqt) y fabricado íntegramente de aluminio, tal como el modelo original de fines de los años 1960. Desde este bloque con sistema de inyección de alto rendimiento para altas cargas G, se desarrollan 580 HP (588 CV; 433 kW) y con un extraordinario par máximo de 556 lb·pie (754 N·m). Está asociado a una transmisión Tremec TR-6060 “MG9” de seis velocidades, que aguanta un 30% más de par que la del Camaro SS. El embrague es doble, con volante de inercia bimasa y tiene triple sincronizador para cambios más suaves. También está disponible la Hydra-Matic 6L90 automática de seis velocidades, con tres modos de cambio: normal (arranca en segunda), deportivo (arranca en primera y mantiene marchas cortas) y semiautomático.
No extraña entonces las cifras de aceleración, entre las que destacan el paso de 0 a 100 km/h (62 mph) en 3,9 segundos, la velocidad máxima de 292 km/h (181 mph) y los 7 minutos 41 segundos y 27 centésimas que demoró en recorrer el circuito de Nürburgring Nordschleife, pero tanta potencia también debe ir asociada a seguridad, por lo que cuenta con frenos Brembo con pinzas (cálipers) de seis pistones delante y de cuatro atrás, que permiten tolerar frenadas a altas velocidades. En números, si el vehículo se mueve a 100 km/h (62 mph) y se frena en seco, el tramo que recorrerá el ZL1 antes de detenerse por completo es de 38 metros (124,7 pies).

### Camaro Z/28
El nuevo Chevrolet Camaro Z/28 2014, ha surgido en el Salón del Automóvil de Nueva York, Más rápido que el ZL1 por tres segundos «en la pista», cuenta con una excelente combinación de bajo peso y un poderoso motor V8 de 7011 cm³ (7 L; 427,8 plg³) LS7 de cárter seco y altas revoluciones, capaz de producir 505 HP (512 CV; 377 kW) y 481 lb·pie (652 N·m) de par máximo, con el punto de corte a las 7000 rpm y una relación de compresión de 11,0:1. Está acoplado a una transmisión manual Tremec TR6060 de seis velocidades, que promete una velocidad máxima de 300 km/h (186 mph). Cuenta con mejor funcionamiento en las curvas, capaz de generar una fuerza lateral de 1,05 g tras las revisiones a las que se ha sometido su chasis con un excelente agarre y buena potencia de frenado a alta velocidad, que pasa a ser de 1,5 g que, con sus discos firmados por Brembo de 394 x 36 mm (15,5 x 1,4 pulgadas) delante y 390 x 32 mm (15,4 x 1,3 pulgadas) detrás, reciben la presión de las pinzas, dotadas de seis y cuatro pistones, respectivamente. Este modelo representa el rediseño más significativo desde la presentación de la quinta generación, todavía como prototipo en 2006, con una longitud de 4848 mm (190,9 pulgadas), 2852 mm (112,3 pulgadas) de batalla, una anchura de 1953 mm (76,9 pulgadas) y una altura de 1330 mm (52,4 pulgadas), es más bajo y más ancho. En la parte posterior presenta neumáticos Pirelli P Zero Trofeo R de dimensiones 305/30 ZR 19 pulgadas (482,6 mm) y la reducción de masa a la que se ha sometido lo deja en 45 kg (99 libras) por debajo del Camaro SS y 136 kg (300 libras) por debajo del Camaro ZL1.

### Edición especial Hot Wheels

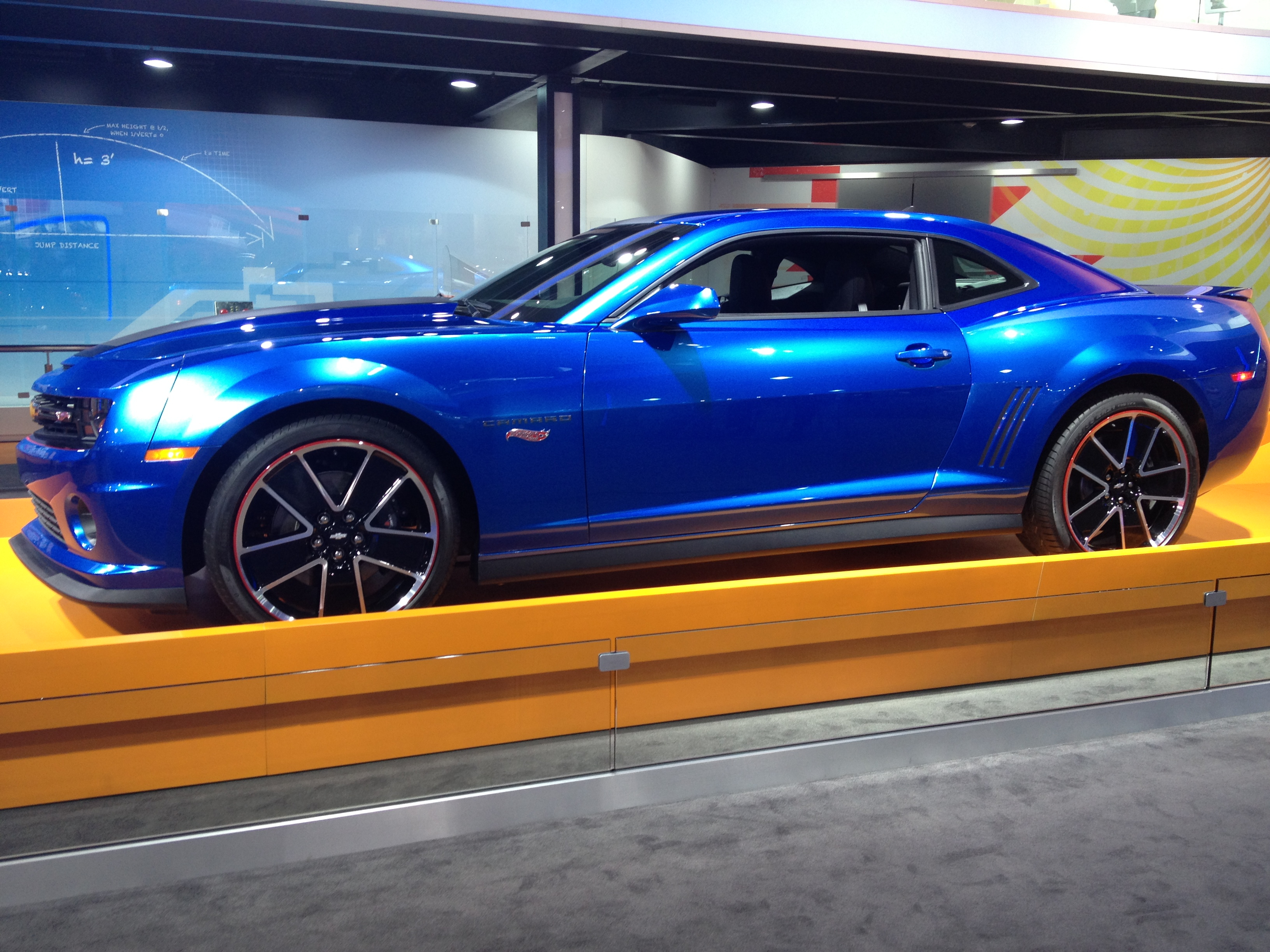
Hot Wheels edition 2013.

Este modelo ha aparecido también como Camaro "Especial" de Hot Wheels con el nombre "2013 Hot Wheels Chevy Camaro Special Edition", en colaboración con el equipo de diseño de Jun Imai, Líder de Diseño de Hot Wheels a nivel global, el cual se ha convertido en un potente auto de 400 HP (406 CV; 298 kW) y rines negros de 20 pulgadas (50,8 cm), conservando el color Kinect Blue, exclusivo de Hot Wheels. Una franja negra recorre desde el cofre hasta la cajuela y el emblema de Hot Wheels se encuentra en los costados del vehículo, la cajuela, la parrilla y los asientos. El interior está equipado con asientos deportivos con costuras rojas, que también está presente en la palanca de velocidades. Además, incluye un sistema para conectar el Teléfono inteligente y hacer llamadas con manos libres, mientras que las funciones de radio pueden ser manipuladas a través de una pantalla táctil a color de 7 pulgadas (17,8 cm) o mediante los controles en el volante.

### Producción y ventas
- 2009: 61,648 (de agosto a diciembre de 2009 como año modelo 2010).[65]
- 2010: 81,299
- 2011: 88,249
- 2012: 84,391
- 2013: 80,567
- 2014: 86,297
- 2015: 77,502

Total: 559,953

### Motorizaciones
| Motor | Código de motor | Cilindrada                   | Diámetro x carrera             | Inyección                  | Relación de compresión | Potencia máxima                    | Par máximo                      |
| ----- | --------------- | ---------------------------- | ------------------------------ | -------------------------- | ---------------------- | ---------------------------------- | ------------------------------- |
| V6    | LLT LS          | 3564 cm³ (3,6 L; 217,5 plg³) | 94 x 85,6 mm (3,7 x 3,4 plg)   | Directa                    | 11,3:1                 | 312 HP (316 CV; 233 kW) @ 6400 rpm | 273 lb·pie (370 N·m) @ 5200 rpm |
| V6    | LSX LT          | 3564 cm³ (3,6 L; 217,5 plg³) | 94 x 85,6 mm (3,7 x 3,4 plg)   | Directa                    | 11,5:1                 | 323 HP (327 CV; 241 kW) @ 6800 rpm | 278 lb·pie (377 N·m) @ 4800 rpm |
| V8    | L99 SS          | 6162 cm³ (6,2 L; 376 plg³)   | 103,25 x 92 mm (4,1 x 3,6 plg) | Secuencial                 | 10,4:1                 | 400 HP (406 CV; 298 kW) @ 5900 rpm | 410 lb·pie (556 N·m) @ 4300 rpm |
| V8    | LS3 1LE         | 6162 cm³ (6,2 L; 376 plg³)   | 103,25 x 92 mm (4,1 x 3,6 plg) | Secuencial                 | 10,7:1                 | 426 HP (432 CV; 318 kW) @ 5900 rpm | 420 lb·pie (569 N·m) @ 4600 rpm |
| V8    | LSA ZL1         | 6162 cm³ (6,2 L; 376 plg³)   | 103,25 x 92 mm (4,1 x 3,6 plg) | Secuencial sobrealimentado | 9,1:1                  | 580 HP (588 CV; 433 kW) @ 6100 rpm | 556 lb·pie (754 N·m) @ 3800 rpm |
| V8    | LS7 Z/28        | 7011 cm³ (7 L; 427,8 plg³)   | 104,8 x 101,6 mm (4,1 x 4 plg) | Secuencial                 | 11,0:1                 | 505 HP (512 CV; 377 kW) @ 6100 rpm | 481 lb·pie (652 N·m) @ 4800 rpm |

## Sexta generación (2015-2023)
El 16 de mayo de 2015, Chevrolet presentó la sexta generación en el parque Belle Isle Grand Prix en Detroit, Míchigan. El lanzamiento de los Camaro de la generación anterior, coincidió con el siguiente 50.º aniversario del coche. Salió a la venta en 2015, ya como modelo 2016.

### LT y SS

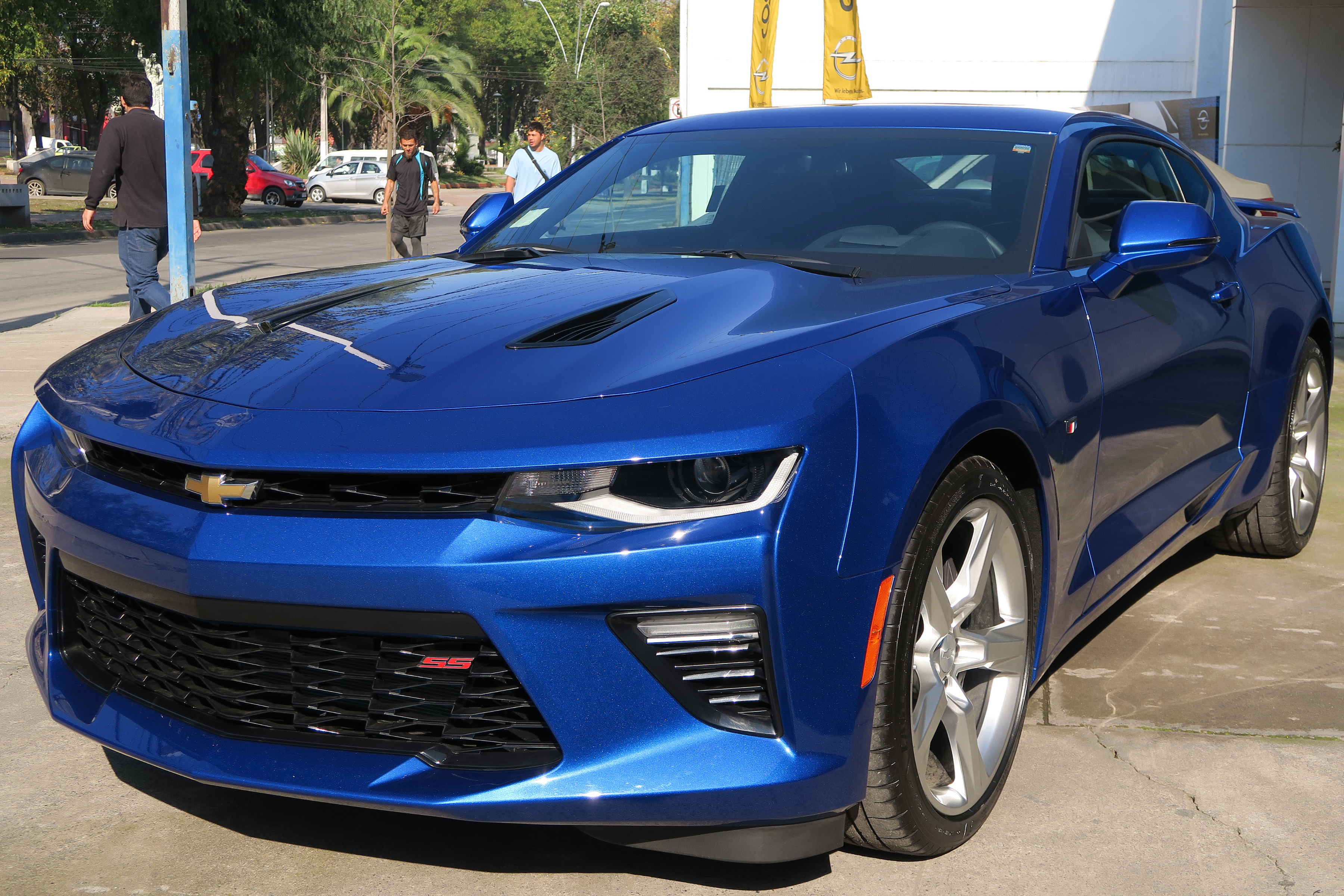
SS de 2016

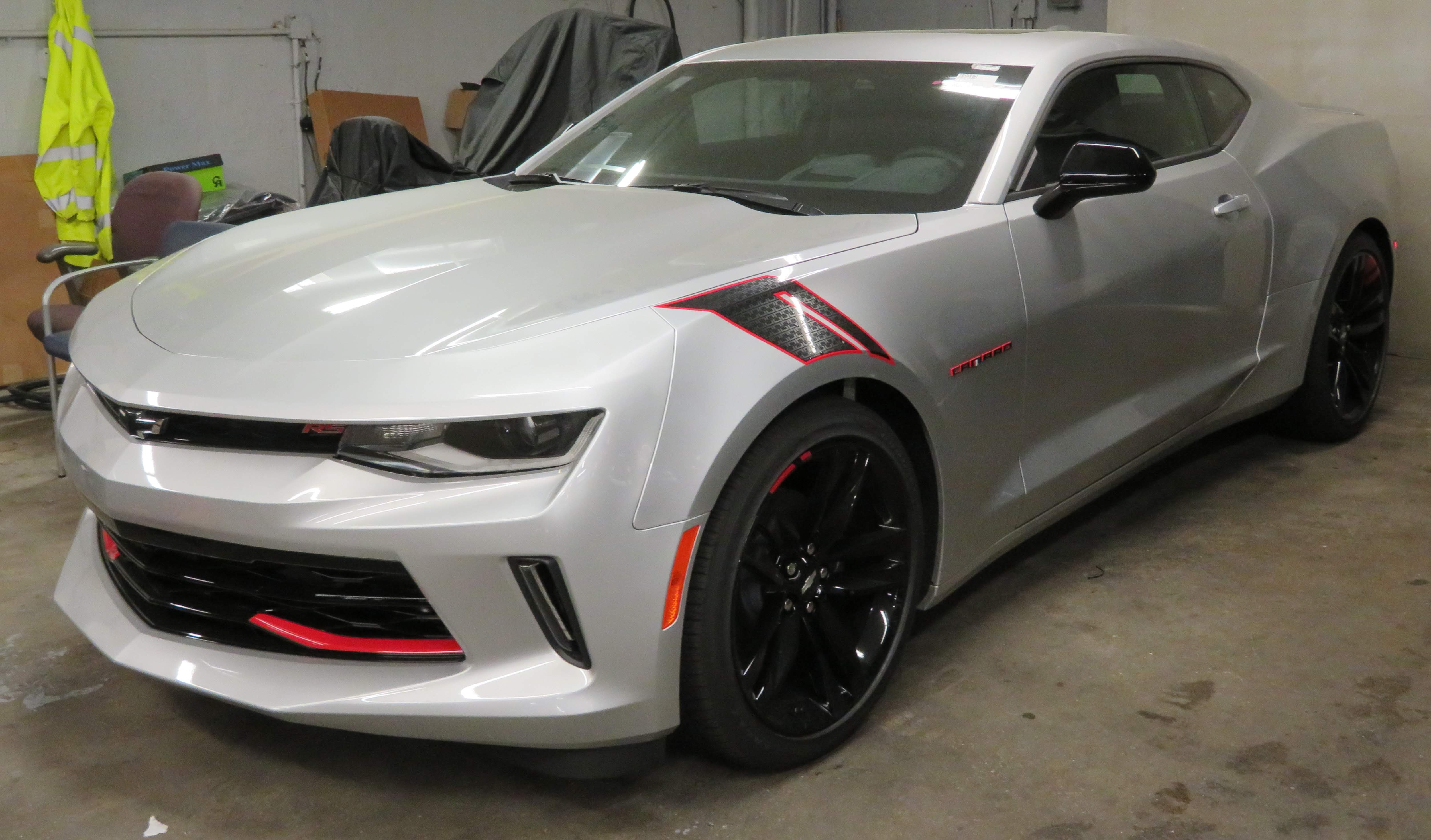
Camaro RS LT coupé 2018.

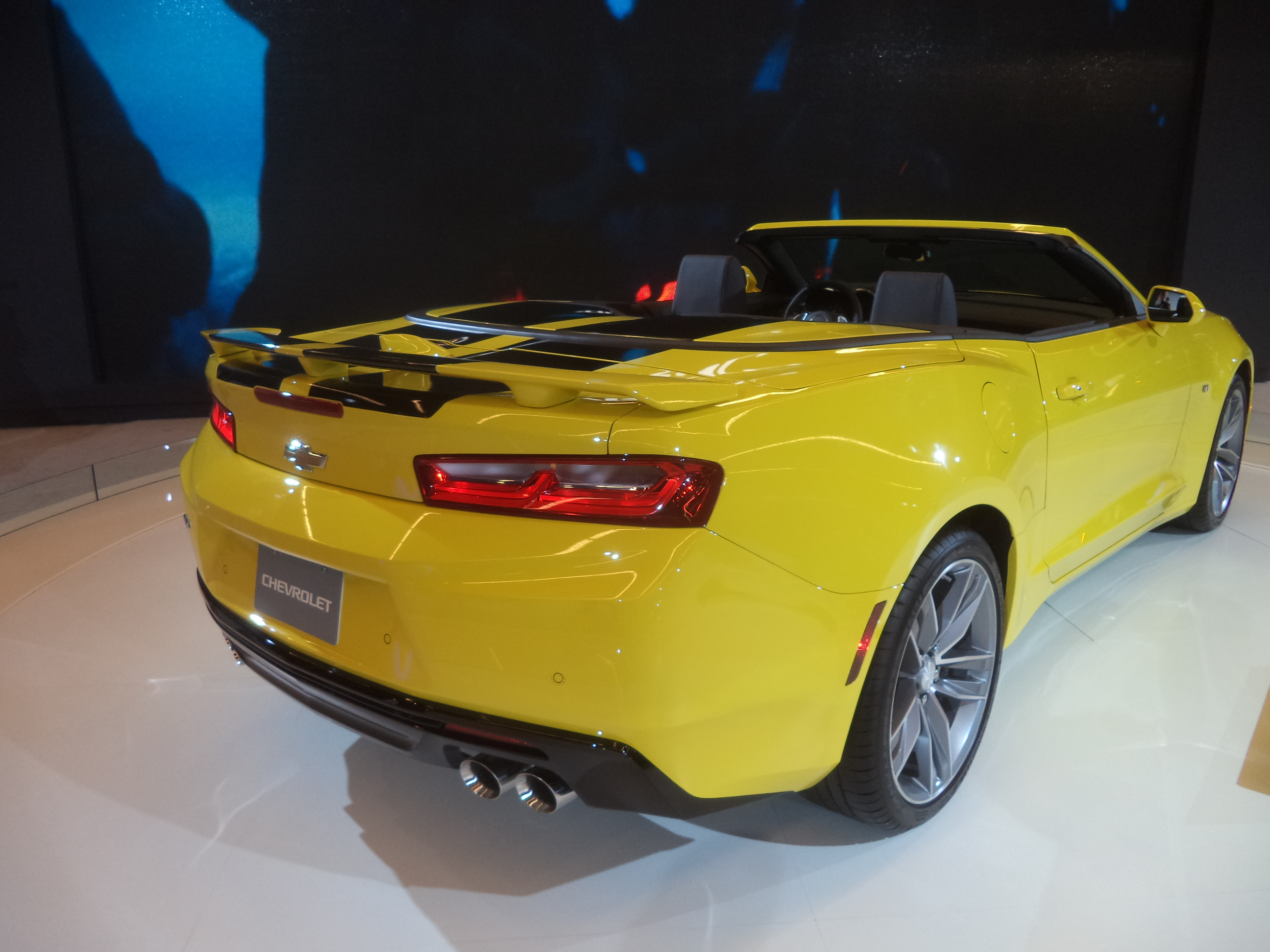
Vista trasera del Camaro SS descapotable.

Las ventas de la sexta generación comenzaron a finales de 2015 y se ofrecía en versiones LT y SS construidos en la plataforma Alpha de GM en la fábrica de Lansing Grand River en Míchigan, que tendría mejoras aerodinámicas que reducen en un 30 % la sustentación y es ligeramente más pequeña que el modelo predecesor, pero en contraparte es aproximadamente 177 kg (390 libras) más ligera, lo que se traduce en un manejo más ágil y deportivo. Esta nueva plataforma A es utilizada también por el Cadillac ATS, aunque más del 70% de los componentes arquitectónicos de la sexta generación es única para el coche y no se comparten con cualquier otro producto actual GM.
Tenía disponibles un nuevo motor de cuatro cilindros en línea de 1998 cm³ (2 L; 121,9 plg³) con turbocompresor que produce 275 HP (279 CV; 205 kW) y un par máximo de más de 260 lb·pie (353 N·m), con un rendimiento aproximado superior a los 12,75 km/L (7,8 L/100 km; 30,0 mpgAm) en carretera y una aceleración de 0 a 100 km/h (0 a 62 mph) en 5.4 segundos; además de un nuevo V6 de 3649 cm³ (3,6 L; 222,7 plg³) que genera 335 HP (340 CV; 250 kW) y 284 lb·pie (385 N·m) de par máximo; mientras que el modelo SS cuenta con el V8 de 6162 cm³ (6,2 L; 376 plg³) e inyección directa con 455 HP (461 CV; 339 kW) y 455 lb·pie (617 N·m) de par máximo, acoplados a transmisiones manual de seis velocidades o una automática de ocho velocidades. El V8 tiene la posibilidad de funcionamiento económico en 4 cilindros, capaz de llegar a una velocidad máxima limitada a 280 km/h (174 mph).
Es 6 cm (2,4 pulgadas) más corto que su predecesor, con una longitud total que se queda en 4784 mm (188,3 pulgadas). También se reducen la anchura a 1897 mm (74,7 pulgadas), 2 cm (0,79 pulgadas) menos y la altura en 1348 mm (53,1 pulgadas), 3 cm (1,2 pulgadas) menos. Sus formas varían, pues se ha esculpido tras 350 horas en el túnel de viento, de ahí esa apariencia más atlética. También tiene posibilidades de personalización, con cinco tonos de carrocería y hasta 24 colores entre los que elegir la iluminación ambiental mediante faros led, que podrán cambiarse automáticamente. El de cuatro cilindros destaca por consumo de 7,8 L/100 km (12,8 km/L; 30,2 mpgAm) y, posiblemente, por confort de marcha, ya que contaría con sistema de cancelación activa de sonido, que utiliza ondas para cancelar ruidos molestos dentro del habitáculo. El de seis cilindros es capaz de desconectar dos de ellos en condiciones de baja carga para reducir los consumos. También contaría con ello el más potente, el V8 con cambio automático, que solamente estaría disponible con el acabado SS. Su nueva plataforma permite ahorrar hasta 90 kg (198 libras) de peso respecto a la anterior generación. Solamente en ella ha sido posible reducir 60,5 kg (133,4 libras) el peso. El empleo de aluminio en diversas zonas, como las suspensiones o la estructura del tablero con hasta 4,2 kg (9,3 libras) menos.
En materia de seguridad cuenta con ocho bolsas de aire, ABS, ESP, cámara de visión trasera, monitor de punto ciego con asistente de abandono de carril, alerta de tráfico cruzado y "OnStar". Cuenta con cuatro modos de manejo: el primero denominado Turismo, mismo que se selecciona por defecto y que podemos definir como suave y confortable; el segundo, Sport endurece un poco, con una suspensión, dirección y respuesta del pedal de acelerador, el cual es ideal para manejar en carretera. Por su parte, el tercer modo Track es el más extremo, donde la suspensión se hace durísima, los cambios son rápidos y violentos, mientras que la dirección incluso se siente pesada, pero muy precisa. Por último, el modo Snow anestesia por completo la respuesta del tren motor para evitar contratiempos en caminos con poca adherencia. Es más ágil y brioso de lo que se esperaba, sobre todo cuando la referencia es el Camaro SS automático anterior, cuyo desempeño no se sentía tan potente, aunque acelera con contundencia y es muy ágil de 0 a 100 km/h (0 a 62 mph) en el orden de los 4 segundos.
Esta plataforma completamente nueva, permite ahorrar cerca de 100 kg (220 libras) de peso y aumentar la rigidez estructural del conjunto en un 28%. La carrocería pesa 60 kg (132 libras) menos, mientras que el nuevo marco del cuadro de instrumentos pierde 4,2 kg (9,3 libras), con aluminio en lugar de acero y la suspensión trasera multibrazo ayuda a ahorrar otros 12 kg (26 libras).
Estrena también una suspensión delantera multibrazo de tipo 
MacPherson y un eje trasero independiente de cinco brazos. En la versión tope de gama "SS", estaba disponible el llamado Magnetic Ride Control, que es la suspensión activa capaz de leer la carretera y adaptar la amortiguación en consecuencia.
Todas las versiones montan neumáticos Goodyear, en rines de 18 pulgadas (45,7 cm) en el LT y de 20 pulgadas (50,8 cm) en el SS, aunque para el primero estas últimas están disponibles opcionalmente. Toda la gama ofrece además los frenos Brembo, que son de serie únicamente en el SS, con discos de 345 mm (13,6 pulgadas) delante y 338 mm (13,3 pulgadas) detrás, así como pinzas de cuatro pistones.

### Camaro ZL1

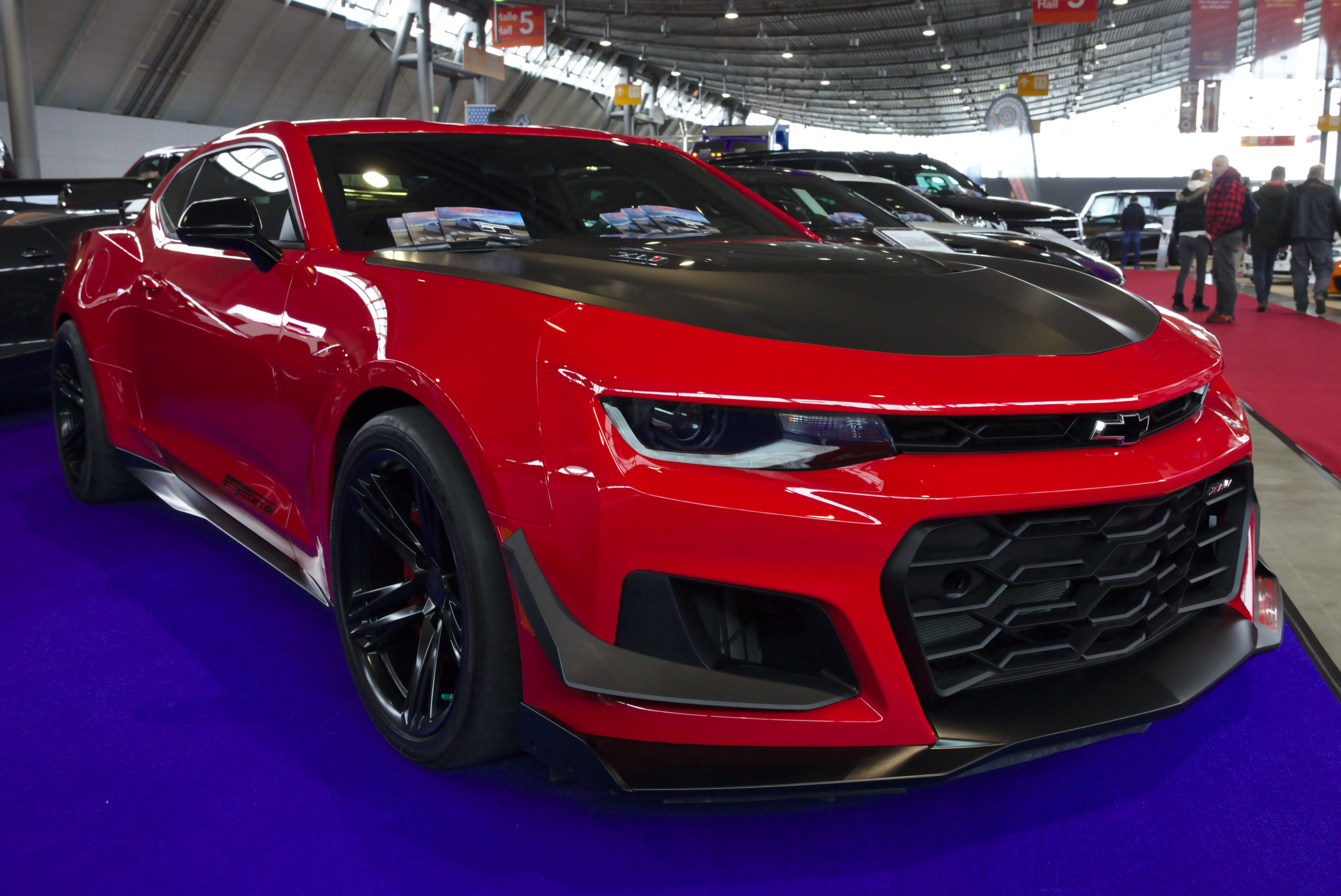
Camaro ZL1 en Retro Classics de 2018.

La versión ZL1 2017 inició su comercialización en Estados Unidos desde los US$ 62135: se trata de un 'muscle car' que sería bastante exótico en Europa, ya que no se comercializaba en ese continente.
Su motor V8 LT4 de 6162 cm³ (6,2 L; 376 plg³) recurre a una sobrealimentación por compresor para elevar su rendimiento hasta los 650 HP (659 CV; 485 kW), que le permiten acelerar de 0 a 60 mph (0 a 97 km/h) en solamente 3.5 segundos, mientras que el 1/4 de milla (402 m) se completa en 11.4 segundos. Su chasis y una reducción de peso en alrededor de 100 kg (220 libras) menos lo convierten en un coche rápido en circuito, soportando fuerzas en curva de hasta 1.02 g.
Otra exclusiva es su transmisión automática de diez velocidades, que promete ser más rápida que el PDK de Porsche. También está equipado con tecnologías que mejoran el desempeño en la pista, tales como una suspensión Magnetic Ride actualizada, Manejo de Tracción de Desempeño, Control de Arranque, Selector de Modos de Manejo, llantas Goodyear F1 Supercar 285/30ZR20 pulgadas (50,8 cm) al frente y 305/30ZR20 pulgadas (50,8 cm) detrás y frenos Brembo con calipers de seis pistones delanteros y de cuatro traseros.
Para una mejor aerodinámica así como enfriamiento, su carrocería fue desarrollada con más de 100 horas de prueba en el túnel de viento y pruebas en pista. Además, cuenta con un nuevo cofre con insertos de fibra de carbono y extractores de calor, un nuevo splitter delantero, un alerón trasero y una enorme parrilla delantera.
El interior cuenta con asientos Recaro, volante deportivo con fondo plano, palanca forrada en ante y el sistema de telemetría de GM.
Estaría disponible en carrocería tanto coupé como descapotable. Aunque el modelo 2016 sí estaba a la venta en países como Reino Unido o Alemania, no sucedía lo mismo con esta versión, ya que el nuevo ZL1 no sería comercializado en Europa, por lo que los interesados debían recurrir a la importación y posterior homologación.
El paquete deportivo 1LE incluye una suspensión FE3 en los V6 o una suspensión Magnetic Ride y diferencial autoblocante en los V8, junto a numerosas mejoras en su chasis y una reducción de peso que le permiten un comportamiento dinámico más efectivo, incluso en circuito.

### COPO Camaro 2017
El Camaro es uno de los coches preferidos desde hace medio siglo para las carreras de aceleración, por lo que la sexta generación del Camaro necesitaba un modelo de muy altas prestaciones y específico para el 1/4 de milla (402 m), así que la marca de Detroit ha trabajado para crear una máquina que sea capaz de batir a preparaciones de alto nivel.
El programa COPO Camaro incluía una versión específica del motor V8 de 350 plg³ (5,7 litros) con 530 HP (537 CV; 395 kW) de serie, pero también había otras opciones a elegir entre un 427 plg³ (7 litros) y un 6162 cm³ (6,2 L; 376 plg³), todos con transmisión automática de tres velocidades. Sus tiempos en el 1/4 de milla (402 m) son de 8,5 segundos, 9,2 segundos y 9,7 segundos, respectivamente.
Como estaba destinado a los drag racers, los cambios iban desde un interior totalmente austero y muy básico, estructura aligerada y reforzada, jaula antivuelco, barras antivuelco, paracaídas, dirección sin asistencia y hasta célula de combustible con bomba de alta presión.
La suspensión delantera era de muelles helicoidales superiores construida con materiales ligeros, mientras que la trasera es de eje rígido con muelles helicoidales sobre amortiguadores y barra Panhard, con rines Weld sobre neumáticos Hoosier y discos de freno sin asistencia. Además, la cadena cinemática se ha reforzado convenientemente para digerir la potencia aplicada al suelo de una manera dura, con piezas del ZL1 de la actual generación y del anterior, aumentando considerablemente su fiabilidad.
Solamente se fabricarían 69 unidades para competir contra rivales en la categoría Stock Eliminator de la NHRA.

### Producción y ventas
- 2016: 75,413
- 2017: 71,785
- 2018: 54,560
- 2019: 51,486
- 2020: 31,666
- 2021: 23,307[82]
- 2022: 24,652[83]
- 2023: 31,028[84]
- 2024: 3,574[84]

Total: 367,471
La sexta generación dejó de producirse el 14 de diciembre de 2023, ya como año modelo 2024. Sin embargo, el fabricante ha declarado: "Este no es el final de la historia de Camaro":

"Si GM revive el Camaro, es casi seguro que será eléctrico. Sería poco probable ver otro vehículo con motor de combustión interna..."
dijo: Stephanie Brinley, directora asociada de S&P Global 100 Mobility.

GM también ha dicho que planea vender solamente vehículos de pasajeros eléctricos en todo el mundo para 2035.

### Motorizaciones
| Motor      | Código de motor | Cilindrada                   | Diámetro x carrera               | Aspiración      | Relación de compresión | Potencia máxima                    | Par máximo                           |
| ---------- | --------------- | ---------------------------- | -------------------------------- | --------------- | ---------------------- | ---------------------------------- | ------------------------------------ |
| 4 en línea | Ecotec LTG      | 1998 cm³ (2 L; 121,9 plg³)   | 86 x 86 mm (3,39 x 3,39 plg)     | Turbo           | 9.5:1                  | 275 HP (279 CV; 205 kW) @ 5600 rpm | 295 lb·pie (400 N·m) @ 3000-4500 rpm |
| V6         | LGX LT          | 3649 cm³ (3,6 L; 222,7 plg³) | 95 x 85,8 mm (3,74 x 3,38 plg)   | Natural         | 11.5:1                 | 335 HP (340 CV; 250 kW) @ 6800 rpm | 284 lb·pie (385 N·m) @ 5300 rpm      |
| V8         | LT1 SS          | 6162 cm³ (6,2 L; 376 plg³)   | 103,25 x 92 mm (4,06 x 3,62 plg) | Natural         | 11.5:1                 | 455 HP (461 CV; 339 kW) @ 6000 rpm | 455 lb·pie (617 N·m) @ 4400 rpm      |
| V8         | LT4 ZL1         | 6162 cm³ (6,2 L; 376 plg³)   | 103,25 x 92 mm (4,06 x 3,62 plg) | Sobrealimentado | 11.5:1                 | 650 HP (659 CV; 485 kW) @ 6400 rpm | 650 lb·pie (881 N·m) @ 3600 rpm      |

## En competición

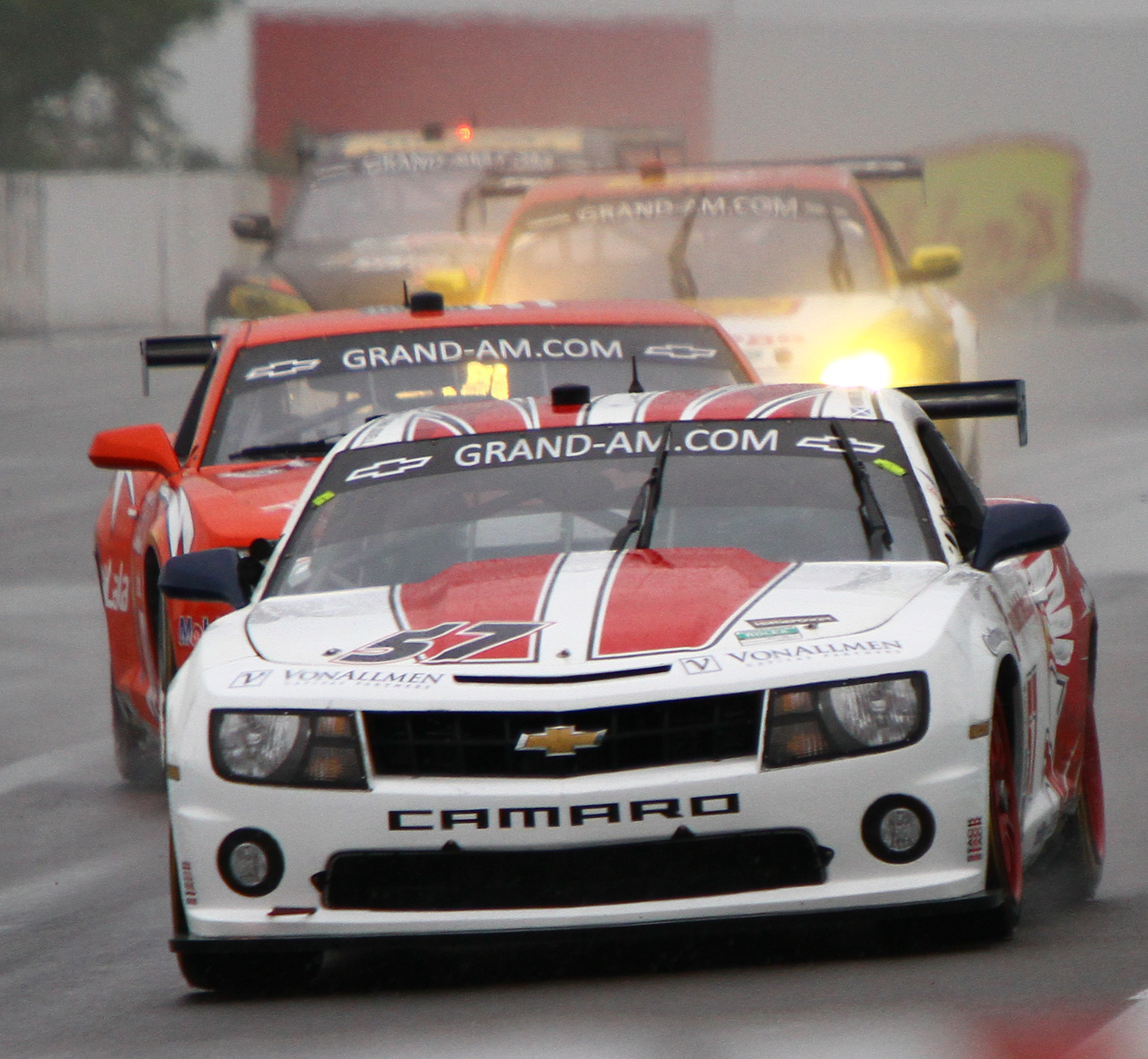
Camaro Sahlen's Six Hour.

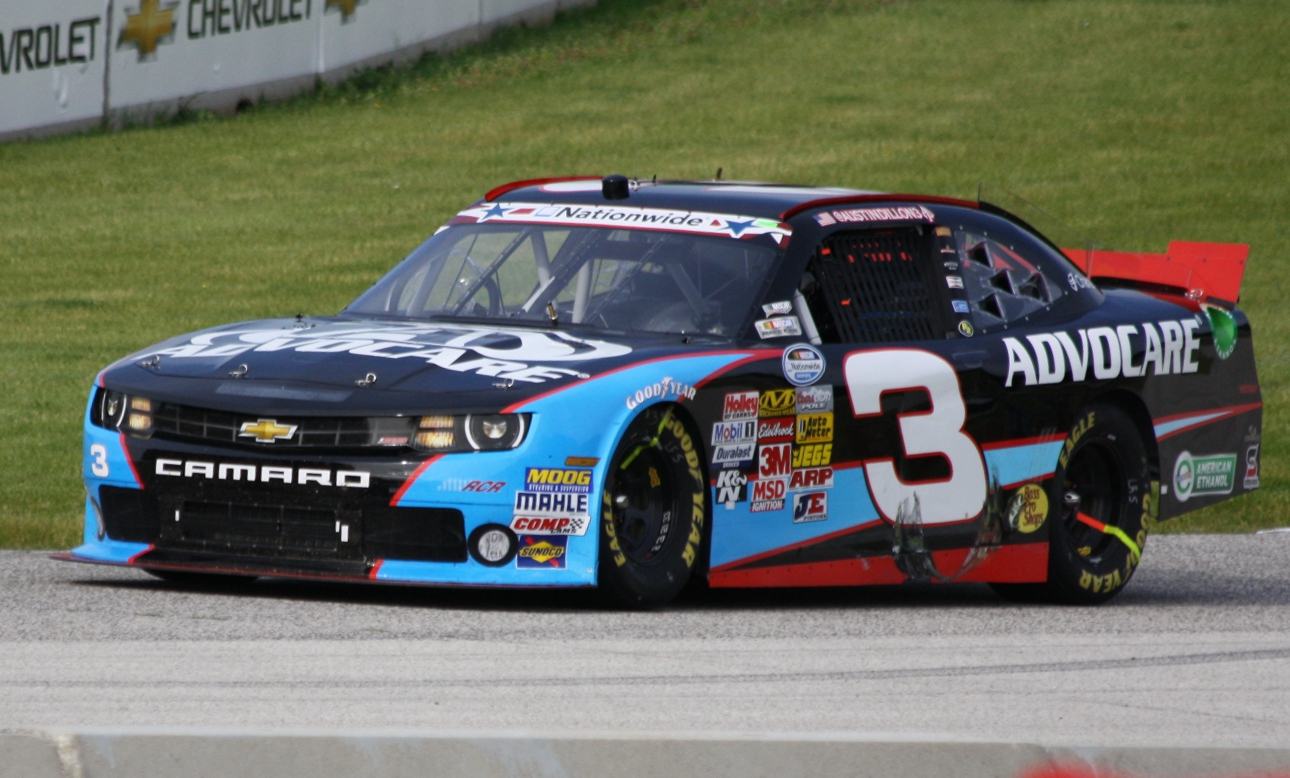
Road America Nationwide de 2013, pilotado por Austin Dillon.

Participa en las competencias de la serie NASCAR con un Camaro ZL1 como plataforma, el cual ofrece la conexión más auténtica entre la pista y el salón de ventas.
Erica Enders se convirtió en la primera mujer con cuatro campeonatos al conseguir el título en las NHRA Finals, donde derrotó a su rival y también piloto de Camaro Kyle Koretsky en la final para llevarse su cuarto título Camping World Pro Stock desde 2014. Esta fue su quinta victoria en The Strip y su cuarta victoria de la serie en esa temporada.
Con la cantidad increíble de 16 campeonatos de la NHRA y 151 carreras ganadas, John Force domina las carreras de dragsters desde hace décadas. El veterano de carreras también se asoció con Chevy para diseñar el COPO Camaro 2020, el cual viene en más opciones de colores que nunca, que incluyen dos opciones inspiradas en John Force, cuatro colores base y siete combinaciones de colores históricas en homenaje al COPO Camaro 1969 original.
El legado del COPO comenzó en 1969, cuando se fabricó el primer auto Camaro de carreras de dragsters especialmente diseñado para competir en la NHR Stock Eliminator. Desde entonces, el COPO Camaro ha batido récords nacionales de tiempo por 1/4 de milla (402 m) y se ha convertido en uno de los autos más emblemáticos que alguna vez haya ingresado a la pista de las carreras de pista recta.
Uno de los Camaro más reconocidos a lo largo de su historia es el conducido por Mark Donohue en las Trans Am Series a finales de los años 60, el Camaro Z/28 Sunoco 1968 del equipo Penske Racing. Su característica combinación de colores en azul y amarillo es una seña de identidad. 40 años después de sus éxitos en las Trans Am Series, Chevrolet y Riley Technologies vuelven a llevar un Camaro con esta combinación de colores a la competición, la Grand Am Koni Challenge. El Camaro GS Racecar Concept era algo más que un prototipo de exhibición: un anticipo de cómo sería en 2009 que intentaba llevarse las diferentes carreras de las Grand Am Series.
En Argentina, la histórica categoría Turismo Carretera tendría en 2024 una renovación de parque de vehículos más importante de las últimas décadas, al aceptar que compitan autos con la silueta del Camaro.

## En la cultura popular
En la película Transformers, el personaje ficticio Bumblebee se representa por primera vez como un Camaro de 1976 y, más tarde, una variante conceptual modificada de quinta generación que repite el papel de Bumblebee en las secuelas Transformers: la venganza de los caídos y Transformers: El lado oscuro de la luna. En Transformers: la era de la extinción, toma la forma de un SS de 1967. En Transformers: el último caballero, aparece un modelo 2016 modificado también de color amarillo. En la película Bumblebee, no aparece el Camaro, ya que su lugar lo toma un Volkswagen Tipo 1. En Transformers: el despertar de las bestias, aparece uno de segunda generación modelo 1977, en esta ocasión en color amarillo, que monta un V8 de 350 pulgadas cúbicas (5,7 L) con 248 HP (251 CV; 185 kW) de potencia.
Hot Wheels fabricaba varias versiones desde 1968, siendo el "Custom Camaro" el primero de la alineación original. Chevrolet también trabajó con LEGO® para crear una versión especial "Lego Speed Champions".
Ha aparecido en varias series de franquicias de videojuegos de carreras, tales como: Need for Speed, Midnight Club, Forza, Gran Turismo, Asphalt, entre otros.